# 保志総一朗
保志 総一朗（ほし そういちろう、1972年5月30日 - ）は、日本の男性声優、歌手。福島県会津若松市出身。アーツビジョン所属。

## 経歴
福島県立会津工業高等学校、専門学校東京アナウンス学院放送声優科・日本ナレーション演技研究所（特待生）出身。

### 生い立ち
昔から色々スポーツをしていたスポーツ少年であり、全盛期は小学生の頃で、中学時代はテニスと陸上をしていた。中学時代はアニメクラブにも所属していたが、昔から絵を描くことは難しかったといい、時間がかかり疲れるため、「これを続けるのは難しいだろう」と思っていた。漫画家に憧れていたこともあったが、同じ理由で早々挫折してしまったという。

### 声優になるきっかけ
高校2年生の時にスタジオジブリの映画『魔女の宅急便』を見て、登場人物の一人であるトンボを演じていた山口勝平に興味を持ち、山口が声優学校に通っていたことを知って、初めて声優を認識した。それまではアニメを見ていても声優を意識したことはなかったが、作品に感銘を受けて、「こういう仕事に関われたら」と思った。

### 声優になるまで
声優デビュー前は「声優は、普通の芝居よりラクだろう」と多少軽く見ていたところもあったが、実際に声優デビューしたところ難しいと実感した。専門学校時代はエチュードの授業が難しく、その時は「演技は難しいものだ」と感じていたという。

### キャリア
日本ナレーション演技研究所に通いながら、ラジオCMなどの細かい仕事をしていたため、「声優になった」という実感はあまりなく、「なんとなくここまで来てしまった」という感じだった。テレビアニメ『ビット・ザ・キューピッド』でレギュラーとして出演し、その時にEDで自分の名前を見た時には嬉しく、ようやく「声優になった」と実感したという。
2003年にアニメージュ第25回アニメグランプリ声優部門においてグランプリを受賞し、2006年の第28回と2007年の第29回の同アニメグランプリ声優部門においても2年連続でグランプリを受賞。
『ロスト・ユニバース』で林原めぐみと共演した縁で、ラジオ『林原めぐみのHeartful Station』のアシスタントを長年担当していた。
個人名義でリリースしたシングル「Shining Tears」は累計4万枚を売り上げ、自身最大のヒットシングルとなった。楽曲自体は保志自身、「好きな曲」として挙げている。また、『林原めぐみのHeartful Station』で年に1度行われるコーナー「年末スターチャイルドベスト10」の常連曲でもあり、1位獲得経験を持っており、この数年1位のまま不動の状態となっている。
2025年に第19回声優アワードにおいて、富山敬・高橋和枝賞を受賞。

### 現在まで
学生時代にはコンピュータRPG『エメラルドドラゴン』のプレイヤーでもあったことから、2015年には同作のスタッフの1人であるイラストレーター・木村明広が25年ぶりに立ち上げた続編ドラマCD企画『エレメンタル ドラグーン -2つの光-』に主演だけでなく共同プロデューサーとしても参加するなど、プロデュース業にも活躍の場を広げている。
2023年、ぱっぴぃ（保志総一朗）、コテカナ（小寺可南子）、れお（森本貴大）からなる男女ツインボーカル3ピースユニット「Isla·la♩（アイララ）」結成。

## 人物
愛称は「ほっしー」、一部では「総兄ちゃん」、「ぱっぴぃ」。
同じ事務所で同い年の笹沼晃とは日ナレ時代からの同期で仲が良く、「晃」「総一朗」と呼び合っている。
事務所の元先輩の森川智之を、「尊敬する大好きな先輩」と慕っている。
後輩の田村ゆかりからは「総兄ちゃん」と呼ばれている。
高橋直純と仲が良く、「保志くん」「直ちゃん」と呼び合う仲である。保志のミニアルバム『LITTLE WORLD』の「ファイティング!!」に高橋がコーラスとして参加し、保志も高橋のアルバムである『VOICE RENDEZVOUS』の「ぷぅわんぷぅわかぷぅわん!」のコーラスに参加している。またネオロマンスでは宮田幸季も間に入りうしろ向きじれっ隊を結成している。
倉田雅世とは『ビット・ザ・キューピッド』で同期デビューを果たしており、共に谷口悟朗監督作品の常連として共演の機会も多い。
趣味・特技は音楽鑑賞、ドライブ。

## 出演
太字はメインキャラクター。

### テレビアニメ
1995年
- H2（佐々木）
- ビット・ザ・キューピッド（モデム、イルカ、兵士）
- モジャ公（生徒）

1996年
- エルフを狩るモノたち（ウェイター、トム）
- クレヨンしんちゃん（1996年 - 2005年、野田、ピザ屋の配達員、MC、若先生）
- 勇者指令ダグオン（放送部員）

1997年
- ドラえもん（テレビ朝日版第1期）（少年）
- はれときどきぶた（男子生徒 / 少年H、あんちゃん）
- YAT安心!宇宙旅行（警報）

1998年
- Only・You ビバ!キャバクラ（秀明）
- 快傑蒸気探偵団 TV ANIMATION SERIES（鳴滝）
- 銀河漂流バイファム13（ロディ・シャッフル）
- 聖ルミナス女学院（田波龍三）
- DTエイトロン（シュウ）
- 忍たま乱太郎（1998年 - 2025年、立花仙蔵、忍たま、侍）
- 名探偵コナン（1998年 - 2024年、伊東玉之助、鶴見肇、別府佑一）
- ロスト・ユニバース（ケイン・ブルーリバー）

1999年
- 宇宙海賊ミトの大冒険（光国葵） - 2シリーズ
- ゴクドーくん漫遊記（イッサー）
- ごぞんじ!月光仮面くん（小関健太）
- サイボーグクロちゃん（ヒロスエ）
- ジバクくん（ジョン）
- 天使になるもんっ!（斉木）
- To Heart（1999年 - 2004年、佐藤雅史） - 2シリーズ
- 爆球連発!!スーパービーダマン（大倉剛）
- ふしぎなメルモ リニューアル（柴、コン太郎、タッチ）
- 無限のリヴァイアス（相葉祐希、ケヴィン・グリーン）

2000年
- アルジェントソーマ（リウ・ソーマ〈タクト・カネシロ〉）
- 最遊記シリーズ（2000年 - 2022年、孫悟空） - 5シリーズ
- 週刊ストーリーランド（子分）

2001年
- 機巧奇傳ヒヲウ戦記（秀太郎）
- 機動天使エンジェリックレイヤー（三原王二郎）
- ゴーゴー五つ子ら・ん・ど（春川夏生）
- コスモウォーリアー零（石倉静夫）
- こみっくパーティー（佐藤雅史）
- ジャングルはいつもハレのちグゥ（グプタ）
- スクライド（カズマ）
- 星界の戦旗II（ドゥヒール）
- テイルズ オブ エターニア THE ANIMATION（キール・ツァイベル）

2002年
- 藍より青し（2002年 - 2003年、花菱薫） - 2シリーズ
- おねがい☆ティーチャー（草薙桂）
- 奇鋼仙女ロウラン（神子上ヤマト）
- キティズパラダイスGOLD（やかんのケトルくん）
- 機動戦士ガンダムSEED（2002年 - 2005年、キラ・ヤマト） - 2シリーズ
- GetBackers-奪還屋-（風鳥院花月）
- SAMURAI DEEPER KYO（アキラ）
- テニスの王子様（向日岳人、武居）
- 東京アンダーグラウンド（五十鈴銀之助）
- 東京ミュウミュウ（藍沢誓司）
- PIANO（滝沢）
- RAVE（ルシア・レアグローブ）
- わがまま☆フェアリー ミルモでポン!（2002年 - 2005年、松竹香、クロロ、Pマン） - 4シリーズ

2003年
- おねがい☆ツインズ（草薙桂）
- コロッケ!（リゾット、スージー・ニック）
- .hack//黄昏の腕輪伝説（レキ）
- NARUTO -ナルト-（2003年 - 2004年、ザク〈幼少時代〉、夜叉丸）
- 爆転シュート ベイブレード Gレボリューション（ブルックリン）
- ブラック・ジャック2時間スペシャル～命をめぐる4つの奇跡～（デビィ）
- 冒険遊記プラスターワールド（マシャンタ）

2004年
- かいけつゾロリ（アーサー）
- 吟遊黙示録マイネリーベ（カミユ）
- tactics（スギノ様）
- 天上天下（凪宗一郎）
- 遙かなる時空の中で-八葉抄-（永泉）
- プラネテス（星野九太郎）
- 忘却の旋律（スカイブルー）

2005年
- うえきの法則（佐野清一郎）
- ガン×ソード（ミハエル・ギャレット）
- 戦国英雄伝説 新釈 眞田十勇士 The Animation（猿飛佐助）
- 好きなものは好きだからしょうがない!!（藤守直、らん）
- Xenosaga THE ANIMATION（ケイオス）
- B-伝説! バトルビーダマン 炎魂（アキュラス、アステカ仮面）
- ブラック・ジャック（ルナン）
- MÄR-メルヘヴン-（アルヴィス）

2006年
- きらりん☆レボリューション（2006年 - 2008年、日渡星司〈初代〉）
- 吟遊黙示録マイネリーベwieder（カミユ）
- 奏光のストレイン（カリスフォド・ラドフリックス）
- デジモンセイバーズ（2006年 - 2007年、大門大）
- ひぐらしのなく頃に（2006年 - 2007年、前原圭一） - 2シリーズ
- ブラック・ジャック（津久田）
- プリンセス・プリンセス（坂本秋良）
- まじめにふまじめ かいけつゾロリ（アーサー）

2007年
- ご愁傷さま二ノ宮くん（井上太一）
- シャイニング・ティアーズ・クロス・ウィンド（秋月蒼真〈ソウマ〉、ゼロ）
- 神霊狩/GHOST HOUND（大神信）
- 爆丸バトルブローラーズ（2007年 - 2011年、マスカレード、城治〈ジョウ〉、プリンス・ハイドロン、マスカレード、ウルファング） - 3シリーズ
- 遙かなる時空の中で3シリーズ（2007年 - 2010年、平敦盛） - 特別編2作品
- ぼくらの（コダマ〈小高勝〉）
- メジャー（2007年 - 2009年、内山） - 3シリーズ

2008年
- ヴァンパイア騎士（支葵千里） - 2シリーズ
- ケロロ軍曹（元冷蔵庫）
- コードギアス 反逆のルルーシュR2（ジノ・ヴァインベルグ）
- 地獄少女 三鼎（湯川猛）
- TYTANIA -タイタニア-（バルアミー・タイタニア）
- マクロスF（ブレラ・スターン）

2009年
- しゅごキャラ!!どきっ（相馬れんと）
- 戦国BASARA（2009年 - 2014年、真田幸村） - 3シリーズ
- そらのおとしもの（2009年 - 2010年、桜井智樹） - 2シリーズ
- Phantom 〜Requiem for the Phantom〜（志賀透）

2010年
- 裏切りは僕の名前を知っている（祗王夕月）
- ぬらりひょんの孫（2010年 - 2011年、馬頭丸） - 2シリーズ

2011年
- ちび☆デビ!（園長先生）
- 47都道府犬（福島犬）

2012年
- 戦姫絶唱シンフォギア（2012年 - 2019年、緒川慎次） - 5シリーズ
- エリアの騎士（本田マイケル）
- カードファイト!! ヴァンガード アジアサーキット編（リザード）
- 黒子のバスケ（2012年 - 2015年、笠松幸男） - 3シリーズ / 2016年に『ウインターカップ総集編』劇場上映）
- 新テニスの王子様（向日岳人）
- 中二病でも恋がしたい！（2012年 - 2014年、一色誠） - 2シリーズ
- デジモンクロスウォーズ 〜時を駆ける少年ハンターたち〜（大門大）
- BTOOOM!（若本）

2013年
- アラタカンガタリ〜革神語〜（ヨルナミ）
- カーニヴァル（嘉禄）
- 空の境界 TV放送版（白純里緒）
- NARUTO -ナルト- 疾風伝（夜叉丸）
- ファンタジスタドール（ラフレシアの君）

2014年
- 少年ハリウッド -HOLLY STAGE FOR 49-（2014年 - 2015年、広澤大地） - 2シリーズ
- ソードアート・オンライン シリーズ（2014年 - 2020年、デス・ガン） - 2シリーズ
- ダイヤのA（2014年 - 2020年、白河勝之） - 3シリーズ
- とある飛空士への恋歌（ファウスト・フィデル・メルセ）
- ブレイク ブレイド（ライガット・アロー）
- メカクシティアクターズ（瀬戸幸助 / セト、村人C）

2015年
- アイカツ!（長岡先生）
- ガンスリンガー ストラトス（草陰稜）
- キュートランスフォーマー 帰ってきたコンボイの謎（トラックス、真田幸村） - 2シリーズ
- ランス・アンド・マスクス（イ・キルハ）
- ワンパンマン（2015年 - 2019年、イナズマックス） - 2シリーズ

2016年
- 金田一少年の事件簿R（鷹山翼）
- D.Gray-man HALLOW（ワイズリー）
- ナンバカ（悟空猿門）
- 美男高校地球防衛部LOVE!LOVE!（大宇曽造那 / とうふ怪人）
- フューチャーカード バディファイトDDD（ドクター・ガラ / 双星カケル）
- PERSONA5 the Animation -THE DAY BREAKERS-（明智吾郎）
- 魔法少女?なりあ☆がーるず（冬将軍）
- Rewrite（ミドウ）

2017年
- タイムボカン24（ナスカ）
- スタミュ（双葉大我）
- クロックワーク・プラネット（唐沢ユウ）
- 夏目友人帳 陸（ゴモチ）
- 潔癖男子!青山くん（坂井一馬）
- 徒然チルドレン（本山友道）
- 妹さえいればいい。（『鮮紅の魔狩人（仮）』主人公、妹の兄）

2018年
- 銀の墓守りII（藍田玉）
- 続 刀剣乱舞-花丸-（小烏丸）
- 働くお兄さん!（子供達、トナ飼店長、ライオン）
- グランクレスト戦記（サルヴァドル・ロッシーニ）
- PERSONA5 the Animation（2018年 - 2019年、明智吾郎） - 1シリーズ + 特別編前後編
- 学園BASARA（真田幸村）
- バキ（2018年 - 2020年、マホメド・アライJr.） - 2シリーズ
- ドラえもん（テレビ朝日版第2期）（2018年 - 2019年、キツネ、ヒマワリ）

2019年
- ポプテピピック TVスペシャル 青龍ver.（ポプ子〈第13話Bパート〉）
- この音とまれ!（宮千太朗） - 2シリーズ
- 鬼滅の刃（下弦の参）
- ACTORS -Songs Connection-（光司陽太）

2020年
- アイドリッシュセブン シリーズ（2020年 - 2023年、百） - 3シリーズ
- ヒーリングっど♥プリキュア（バテテモーダ）
- ひぐらしのなく頃に業（2020年 - 2021年、前原圭一） - 2シリーズ

2021年
- 愛姫MEGOHIME（ヒデヨシ HIDEYOSHI）
- 僕のヒーローアカデミア（2021年 - 2024年、初代ワン・フォー・オール / 与一） - 3シリーズ
- もっと!まじめにふまじめ かいけつゾロリ（2021年 - 2022年、アーサー） - 2シリーズ
- かぎなど（2021年 - 2022年、ミドウ） - 2シリーズ

2023年
- 冰剣の魔術師が世界を統べる（ルーカス＝フォルスト）
- るろうに剣心 -明治剣客浪漫譚- (2023)（沖田総司）
- BLEACH 千年血戦篇-訣別譚-（ニャンゾル・ワイゾル）

2024年
- 異修羅（鵲のダカイ）

### 劇場アニメ
1996年
- クレヨンしんちゃん ヘンダーランドの大冒険（ゴーマン王子）

1997年
- 劇場版 天地無用! 真夏のイヴ

1998年
- パーフェクトブルー

2000年
- ドラえもん のび太の太陽王伝説（カカオ）

2001年
- 幻想魔伝 最遊記 Requiem〜選ばれざる者への鎮魂歌〜（孫悟空）

2005年
- テニスの王子様シリーズ（2005年 - 2011年、向日岳人） - 3作品

2006年
- 劇場版 遙かなる時空の中で 舞一夜（永泉）
- デジモンセイバーズ THE MOVIE 究極パワー! バーストモード発動!!（大門大）

2007年
- 劇場版 空の境界（2007年 - 2009年、白純里緒） - 4作品

2009年
- 劇場版 NARUTO -ナルト- 疾風伝 火の意志を継ぐ者（卑留呼）
- 劇場版 マクロスF（2009年 - 2011年、ブレラ・スターン） - 2部作

2010年
- 劇場版 ブレイク ブレイド（2010年 - 2011年、ライガット・アロー） - 6部作

2011年
- 劇場版アニメ 忍たま乱太郎 忍術学園 全員出動!の段（立花仙蔵）
- 劇場版 戦国BASARA -The Last Party-（真田幸村）
- そらのおとしものシリーズ（2011年 - 2014年、桜井智樹） - 2作品

2013年
- 中二病でも恋がしたい!シリーズ（2013年 - 2018年、一色誠） - 2作品

2016年
- カゲロウデイズ-in a day’s-（セト）

2017年
- 劇場版 黒子のバスケ LAST GAME（笠松幸男）

2018年
- コードギアス 反逆のルルーシュ II・III（ジノ・ヴァインベルグ） - 2作品

2019年
- コードギアス 復活のルルーシュ（ジノ・ヴァインベルグ）

2021年
- 復興応援 政宗ダテニクル 合体版＋（クロード）

2023年
- 劇場版アイドリッシュセブン LIVE 4bit BEYOND THE PERiOD（百）

2024年
- 機動戦士ガンダムSEED FREEDOM（キラ・ヤマト）
- 僕のヒーローアカデミア THE MOVIE ユアネクスト（初代ワン・フォー・オール / 与一）
- 劇場版 忍たま乱太郎 ドクタケ忍者隊最強の軍師（立花仙蔵）

### OVA
1995年
- ダーティペア FLASH2（パイロット）

1996年
- 銀河英雄伝説（イゼルローン軍少年兵）
- 特攻服凶走曲（林）
- 特攻服凶走曲2（トモジ）

1997年
- 同窓会（鞍掛不二男）
- プリンセス・ルージュ（レグルス）

1998年
- 教科書にないッ!（日下部）
- ダイノゾーン（ソードサウルス）

2000年
- GRANDEEK〜外伝〜（アイオーン）
- 無限のリヴァイアス ファンディスク（相葉祐希）

2001年
- アルジェントソーマ「孤独と孤独」（ヒロ）
- ジャングルはいつもハレのちグゥ デラックス（グプタ）
- ジャングルはいつもハレのちグゥ FINAL（グプタ）
- スクライドファンディスク（カズマ）
- ONE 〜輝く季節へ〜（氷上シュン）

2002年
- .hack//Liminality（牧野雅弥）
- 遙かなる時空の中で-紫陽花ゆめ語り-（永泉）

2003年
- 藍より青し〜縁〜最愛（花菱薫）
- 遙かなる時空の中で2-白き龍の神子-（源泉水）

2004年
- 機動戦士ガンダムSEED After「星のはざまで」（キラ・ヤマト）
- アニメ古典文学館「平家物語」（平敦盛）

2005年
- 天上天下〜ULTIMATE FIGHT〜（凪宗一郎）

2006年
- ガンソードさん（ミハエル・ギャレット）
- テニスの王子様 Original Video Animation 全国大会篇（向日岳人）
- リングにかけろ（高嶺竜児）

2007年
- 最遊記RELOAD -burial-（孫悟空）
- 遙かなる時空の中で3 紅の月（平敦盛）
- ひぐらしのなく頃に外伝 猫殺し編（前原圭一）
- ガンダムSEED & SEED DESTINY ファンディスク SEED SUPERNOVA er（キラ・ヤマト）
- ガンダムSEED & SEED DESTINY ファンディスク SEED SUPERNOVA ist（キラ・ヤマト）

2008年
- 舞-乙HiME 0〜S.ifr〜（シロー）

2009年
- 聖闘士星矢 THE LOST CANVAS 冥王神話（2009年 - 2011年、チェシャ）
- そらのおとしもの（桜井智樹）
- ひぐらしのなく頃に礼（前原圭一）
- テニスの王子様 OVA ANOTHER STORY 〜過去と未来のメッセージ Vol.1（向日岳人）

2010年
- テニスの王子様 TVアニメ版 ペアプリDVD4 大石秀一朗×菊丸英二（向日岳人）
- テニスの王子様 TVアニメ版 ペアプリDVD7 乾貞治×忍足侑士（向日岳人）
- 遙かなる時空の中で3 終わりなき運命（平敦盛）

2011年
- 最遊記外伝（孫悟空）
- ひぐらしのなく頃に煌（前原圭一）
- テニスの王子様 OVA ANOTHER STORY II〜アノトキノボクラ Vol.2（向日岳人）

2012年
- コードギアス 反逆のルルーシュ ナナリーinワンダーランド（ジノ・ヴァインベルグ）
- スクライド オルタレイション（カズマ）

2013年
- ひぐらしのなく頃に拡 〜アウトブレイク〜（前原圭一）

2018年
- スタミュinハロウィン（双葉大我）

2024年
- コードギアス 奪還のロゼ（ジノ・ヴァインベルグ）

### Webアニメ
2000年代
- あゆまゆ劇場（2006年 、白銀武）

2010年代
- Starry☆Sky（2010年、金久保誉）
- Paperman the Animation（2011年、ハヤテ）
- 政宗ダテニクル（2016年、クロード）
- 青のストラーダ（2017年、蒼汰）
- 夢王国と眠れる100人の王子様 ショート（2017年、キース）
- 焼肉店センゴク（2017年、大山ソウイチロウ）
- ケンガンアシュラ（2019年、沢田慶三郎） - 2シリーズ

2020年代
- 愛姫MEGOHIME（2021年、ヒデヨシ HIDEYOSHI）
- もっと!まじめにふまじめ かいけつゾロリ ゾロリのへや（2022年、アーサー）
- Fate/Grand Order 藤丸立香はわからない（2023年、イアソン）
- 範馬刃牙（2023年、マホメド・アライJr.）

### ゲーム
- テニスの王子様 シリーズ（向日岳人）

1994年
- 卒業写真/美姫（渡辺哲哉）

1996年
- ありす in Cyberland（男子生徒）
- スーパーパズルファイターIIX（リュウ）
- ファイアーウーマン纏組（多摩田広司）
- 竜機伝承 〜DRAGOON〜（ジェノア・カレジナル）

1997年
- エルフを狩るモノたち -完全版-（ウエイター、兵士B、トム、マンドラゴラの死刑囚）
- ポケットファイター（リュウ）

1998年
- 個人教授 La Lecon Particuliere（山本順久）
- ソウルキャリバー（キリク）
- ツアーパーティー 卒業旅行に行こう（青葉了）

1999年
- ACE COMBAT 3 electrosphere（エーリッヒ・イェーガー）
- elan（サライ）
- 西遊記（陳玄奘）
- 神機世界エヴォリューション2 遠い約束（ユルカ）
- To Heart（佐藤雅史）
- ファーランド・サーガ 時の道標（アル）
- まぼろし月夜（三上悟）

2000年
- EVE ZERO（榊原真）
- エターナルアルカディア（エンリック）
- 建設重機喧嘩バトル ぶちギレ金剛!!（小岩井四郎）
- 高機動幻想ガンパレード・マーチ（狩谷夏樹）
- テイルズ オブ エターニア（キール・ツァイベル）
- 遙かなる時空の中で（永泉）
- ブリガンダイン グランドエディション（ランス）
- Photogenic（久城真琴）

2001年
- アイシア（イムル）
- Apocripha/0（カロール・マルテル）
- エヴァーグレイス2（リヤナ）
- 機動天使エンジェリックレイヤー みさきと夢の天使達（三原王二郎）
- 指極星（ミルファク・セン・アネリュミエール）
- スカイガンナー（コパン）
- 遙かなる時空の中で2（源泉水）
- プリズムパレット（黒澄友綺）

2002年
- Ever17 -the out of infinity-（倉成武+α）
- グランディア エクストリーム（ティト）
- CROSS HERMIT（ニー＝プラウディス）
- ゼノサーガ エピソードI［力への意志］（ケイオス）
- ソウルキャリバーII（キリク）
- テイルズ オブ ファンダム Vol.1（キール・ツァイベル）
- テイルズ オブ ザ ワールド なりきりダンジョン2
- GROOVE ADVENTURE RAVE 〜未完の秘石〜（ルシア・レアグローブ）
- GROOVE ADVENTURE RAVE ファイティングライブ（ルシア・レアグローブ）
- GROOVE ADVENTURE RAVE 〜光と闇の大決戦〜（ルシア・レアグローブ）
- GROOVE ADVENTURE RAVE 〜光と闇の大決戦2〜（ルシア・レアグローブ）

2003年
- 機動戦士ガンダムSEED（キラ・ヤマト）
- 藍より青し（花菱薫）
- きまぐれストロベリーカフェ（栗田透）
- コロッケ!2 闇のバンクとバン女王（リゾット）
- コロッケ!3 グラニュー王国の謎（リゾット）
- SUNRISE WORLD WAR Fromサンライズ英雄譚（ロディ、カズマ）
- スターオーシャン Till the End of Time（フェイト・ラインゴッド）
- GetBackers -奪還屋-〜奪還だヨ!全員集合!!〜（風鳥院花月）
- 零 紅い蝶（立花樹月）
- テネレッツァ（セリウス）
- 遙かなる時空の中で-盤上遊戯-（永泉）
- バルドフォースエグゼ（二階堂あきら）
- ファンタスティックフォーチュン2（ブルー）
- ボボボーボ・ボーボボ ハジケ祭（ヘッポコ丸、破天荒、ゲチャッピ）
- わがまま☆フェアリー ミルモでポン! 対戦まほうだま（松竹香）

2004年
- 機動戦士ガンダムSEED DESTINY（キラ・ヤマト）
- 藍より青し〜春夏〜、〜秋冬〜（花菱薫）
- スターオーシャン Till the End of Time ディレクターズカット（フェイト・ラインゴッド）
- イリスのアトリエ エターナルマナ（アーリン）
- SDガンダム GGENERATION（2004年 - 2025年、キラ・ヤマト、カナード・パルス、マイキャラクターボイス少年4〈OVER WORLD〉） - 8作品
- かいけつゾロリ めざせ!いたずらキング（アーサー）
- GetBackers-奪還屋-裏新宿最強バトル（風鳥院花月）
- 機動戦士ガンダムSEED 終わらない明日へ（キラ・ヤマト）
- コロッケ! バン王の危機を救え（リゾット）
- コロッケ!4 バンクの森の守護神（リゾット）
- コロッケ!Great 時空の冒険者（リゾット）
- シャイニング・ティアーズ（シオン）
- スカッとゴルフ パンヤ（ケン）
- 好きなものは好きだからしょうがない!!（藤守直）
- ゼノサーガ フリークス（ケイオス）
- ゼノサーガ エピソードII［善悪の彼岸］（ケイオス）
- 最遊記RELOAD（孫悟空）
- 最遊記RELOAD GUNLOCK（孫悟空）
- 遙かなる時空の中で3（平敦盛）
- FATAL FRAME II CRIMSON BUTTERFLY DIRECTOR'S CUT（立花樹月）
- マイネリーベ〜優美なる記憶〜（カミユ）
- マグナカルタ（カリンツ / 少年マノ）

2005年
- 機動戦士ガンダムSEED 連合vs.Z.A.F.T.（キラ・ヤマト）
- 機動戦士ガンダムSEED DESTINY GENERATION of C.E.（キラ・ヤマト、カナード・パルス）
- コロッケ!DS 天空の勇者たち（リゾット、コロット）
- シャイニング・フォース ネオ（ヴァンドルフ）
- 戦国BASARA（真田幸村）
- ソウルキャリバーIII（キリク）
- 第3次スーパーロボット大戦α 終焉の銀河へ（キラ・ヤマト）
- テイルズ オブ ザ ワールド なりきりダンジョン3
- 遙かなる時空の中で-八葉抄-（永泉）
- 遙かなる時空の中で3 十六夜記（平敦盛）
- ファンタスティックフォーチュン2☆☆☆（ブルー）
- for Symphony〜with all one's heart〜（高坂陽司）
- MÄR -メルヘヴン- ÄRM FIGHT DREAM（アルヴィス）
- ロマンシング サガ -ミンストレルソング-（ラファエル）

2006年
- うえきの法則 倒すぜロベルト十団!!（佐野清一郎）
- 機動戦士ガンダムSEED DESTINY 連合vs.Z.A.F.T.II（キラ・ヤマト）
- 機動戦士ガンダムSEED DESTINY 連合vs.Z.A.F.T.II PLUS（キラ・ヤマト）
- プリンセス・プリンセス 姫たちのアブナい放課後（坂本秋良）
- きらりん☆レボリューション きらきらアイドルオーディション (星司)
- グローランサーV ジェネレーションズ（ルーファス）
- ゼノサーガI・II（ケイオス）
- ゼノサーガ エピソードIII［ツァラトゥストラはかく語りき］（ケイオス）
- 戦国BASARA2（真田幸村）
- そしてこの宇宙にきらめく君の詩（ペルモ）
- デジモンセイバーズ アナザーミッション（大門大）
- 転生學園月光録（剣持昴生）
- 遙かなる時空の中で-舞一夜-（永泉）
- 遙かなる時空の中で3 運命の迷宮（平敦盛）
- ひぐらしデイブレイク（前原圭一）
- BLOOD+ ONE NIGHT KISS（吉岡顕二）
- プリンセス・プリンセス 姫たちのアブない放課後（坂本秋良）
- ブレイジングソウルズ（デューザ、イサク）
- マイネリーベII〜誇りと正義と愛〜（カミユ）
- マブラヴ 全年齢版（白銀武）
- マブラヴ オルタネイティヴ 全年齢版（白銀武）
- MÄR -メルヘヴン-DS カルデアの悪魔（アルヴィス）
- MÄR -メルヘヴン-DS 忘却のクラヴィーア（アルヴィス）

2007年
- Another Century's Episode 3 THE FINAL（キラ・ヤマト）
- エンジェル・プロファイル（バシリウス）
- きらりん☆レボリューション めざせ!アイドルクイーン (日渡星司)
- クローバーの国のアリス 〜Wonderful Wonder World〜（ピアス＝ヴィリエ）
- コンチェルトゲート フォルテ（言霊【保】）
- シャイニング・ウィンド（ソウマ、ゼロ）
- スーパーロボット大戦Scramble Commander the 2nd（キラ・ヤマト）
- 戦国BASARA2 英雄外伝（真田幸村）
- そしてこの宇宙にきらめく君の詩 XXX（ペルモ）
- ときめきメモリアル Girl's Side 1st Love（天童壬）
- とらぶるふぉうちゅん COMPANYはぴ☆CURE（坂下晴海）
- ひぐらしデイブレイク改（前原圭一）
- ひぐらしのなく頃に祭（前原圭一）（後半パートから）
- ひぐらしのなく頃に祭 カケラ遊び（前原圭一）
- ペーパーマン（ハヤテ）

2008年
- おしゃれに恋して2 〜おしゃれプリンセス〜（テッペイ）
- ガンダム無双2（キラ・ヤマト）
- 機動戦士ガンダム ガンダムVS.ガンダム（キラ・ヤマト）
- 禁断★放課後の恋人2 〜先生と、ふたりきり〜（大澤駆）
- クレヨンしんちゃん 嵐を呼ぶ シネマランド カチンコガチンコ大活劇!
- 神霊狩/GHOST HOUND DS（大神信）
- スーパーロボット大戦Z（キラ・ヤマト）
- 戦国BASARA X（真田幸村）
- ソウルキャリバーIV（キリク）
- ディシディア ファイナルファンタジー（バッツ・クラウザー）
- バトルオブサンライズ（ロディ・シャッフル）
- 花宵ロマネスク 愛と哀しみ－それは君のためのアリア（城崎ともゑ）
- 遙かなる時空の中で4（布都彦）
- 遙かなる時空の中で 夢浮橋（永泉、源泉水、平敦盛）
- ひぐらしデイブレイクPortable（前原圭一）
- ひぐらしのなく頃に絆（前原圭一）
- プティフール（武梨静）
- ブレイザードライブ（ヤイバ）
- マクロスエースフロンティア（ブレラ・スターン）
- ラブマジ（キラ ノーツ エンゼルランプ）
- ルミナスアーク2 ウィル（ロラン）

2009年
- ヴァンパイア騎士 DS（支葵千里）
- 機動戦士ガンダム ガンダムVS.ガンダムNEXT（キラ・ヤマト）
- ジョーカーの国のアリス 〜wonderful Wonder World（ピアス＝ヴィリエ）
- サモンナイトX 〜Tears Crown〜（ガーリット）
- Starry☆Sky 〜in Summer〜（金久保誉）
- 戦国BASARA バトルヒーローズ（真田幸村）
- ソウルキャリバー Broken Destiny（キリク）
- The Tower of AION（キャラクターボイス 男性2）
- ディシディア ファイナルファンタジー ユニバーサルチューニング（バッツ・クラウザー〈日本語版戦闘ボイス〉）
- テイルズ オブ ザ ワールド レディアント マイソロジー2（キール・ツァイベル）
- 闘真伝（カーマイン）
- 遙かなる時空の中で 夢浮橋 Special（永泉、源泉水、平敦盛）
- ひぐらしの哭く頃に 雀（前原圭一）
- ファンタジーアース ゼロ（ガラの悪い少年I：ボイスチケット♂XI）
- Paperman（ハヤテ）
- 鬼灯〜ほおずき〜 二藍の刻にひそむ妖（魁童）
- マクロスアルティメットフロンティア（ブレラ・スターン）
- 妄想彼氏学園（アルトリート・ベッセル）

2010年
- Another Century's Episode:R（キラ・ヤマト、ジノ・ヴァインベルグ、ブレラ・スターン）
- 裏切りは僕の名前を知っている -黄昏に堕ちた祈り-（祗王夕月）
- ガンダムアサルトサヴァイブ（キラ・ヤマト）
- ガンダム無双3（キラ・ヤマト）
- 機動戦士ガンダム エクストリームバーサス（2010年 - 2016年、キラ・ヤマト、カナード・パルス） - 5作品
- ひまわり -Pebble in the Sky- Portable（日向陽一）
- 三国恋戦記〜オトメの兵法!〜（翼徳）
- 好きです鈴木くん!! 4人の鈴木くん（鈴木みちる）
- Starry☆Sky 〜in Summer〜 Portable（金久保誉）
- 戦国大戦（EX真田幸村）
- 戦国BASARA3（真田幸村）
- 戦場のヴァルキュリア2 ガリア王立士官学校（ディルク・ガッセナール / レオン・ハーデンス）
- そらのおとしもの ドキドキサマーバケーション（桜井智樹）
- TAKUYO Mix Box 〜ファーストアニバーサリー〜（高坂陽司）
- デジモンクロスウォーズ　超デジカ大戦（大門大）
- .hack//Link（メトロノーム、レキ）
- 幕末志士の恋愛事情（沖田総司）
- パチスロひぐらしのなく頃に祭（前原圭一）
- B's-LOG パーティー♪（城崎ともゑ）

2011年
- Are you Alice?（トゥイードルズ〈トゥイードル・ダム〉）
- Another Century's Episode Portable（キラ・ヤマト）
- 神なる君と（榊鳴海）
- ガンダムメモリーズ 〜戦いの記憶〜（キラ・ヤマト）
- Star Project（緑ヶ丘颯太）
- Starry☆Sky 〜After Summer〜（金久保誉）
- 戦国BASARA CHRONICLE HEROES（真田幸村）
- 戦国BASARA3 宴（真田幸村）
- 戦場のヴァルキュリア3（レオン・ハーデンス）
- そらのおとしもの ドリーミーシーズン（桜井智樹）
- 第2次スーパーロボット大戦Z 破界篇 / 再世篇（キラ・ヤマト、ブレラ・スターン、ジノ・ヴァインベルグ）
- ディシディア デュオデシム ファイナルファンタジー（バッツ・クラウザー）
- テイルズ オブ ザ ワールド レディアント マイソロジー3（キール・ツァイベル）
- テイルズ オブ エクシリア（クレイン・K・シャール）
- 遙かなる時空の中で5（玄武）
- ファンタジーアース ゼロ（熱血な男I、おとなしい少年I）
- マクロストライアングルフロンティア（ブレラ・スターン）
- メビウスオンライン（少年ボイス、鎬鴉）
- Rewrite（ミドウ）

2012年
- アラド戦記（男メイジ）
- おしゃれに恋して2 プラス（テッペイ）
- ガンスリンガー ストラトス（草陰稜）
- 機動戦士ガンダムSEED BATTLE DESTINY（キラ・ヤマト、カナード・パルス）
- 黒子のバスケ キセキの試合（笠松幸男）
- 恋戦隊 LOVE&PEACE（赤木風太 / ハートレッド）
- シャイニング・ブレイド（レイジ）
- Starry☆Sky 〜After Winter〜（金久保誉）
- 零 眞紅の蝶（立花樹月）
- ソウルキャリバーV（キリク）
- ヒーローズファンタジア（カズマ）
- Phantom -PHANTOM OF INFERNO-(Xbox 360版)（志賀透）
- ブレイブリーデフォルト フライングフェアリー（オミノス・クロウ）
- 嫁コレ（赤木風太 / ハートレッド、ライガット・アロー）
- Rewrite Harvest festa!（ミドウ）

2013年
- ArcheAge-アーキエイジ-（ハリハラン男性）
- 剣が君（鷺原左京）
- 三国恋戦記〜オトメの兵法!〜 思いでがえし（翼徳）
- 死神稼業〜怪談ロマンス〜（雨水潤）
- 死神所業〜怪談ロマンス〜（雨水潤）
- 真・ガンダム無双（キラ・ヤマト）
- スーパーロボット大戦Operation Extend（キラ・ヤマト）
- スーパーロボット大戦UX（キラ・ヤマト、ブレラ・スターン）
- Starry☆Sky 〜After Winter〜 Portable（金久保誉）
- 花咲くまにまに（藤重辰義）
- HEROES' VS（ストライクフリーダムガンダム ）
- ブレイブリーデフォルト フォーザ・シークウェル（オミノス・クロウ）
- ボーイフレンド（仮）（廣瀬櫂）
- マクロス30 銀河を繋ぐ歌声（ブレラ・スターン）
- 楽園男子（小鳥遊麗）

2014年
- ガンスリンガー ストラトス2（草陰稜）
- 黒子のバスケ 勝利へのキセキ（笠松幸男）
- 里見八犬伝 八珠之記（犬山道節）
- 里見八犬伝 浜路姫之記（犬山道節）
- 3594e -三国志英歌-（孫権）
- シャイニング・レゾナンス（ゼスト・グレアム）
- スーパーヒーロージェネレーション（フリーダムガンダム）
- 戦国BASARA4（真田幸村）
- 第3次スーパーロボット大戦Z 時獄篇 / 天獄篇（キラ・ヤマト、ブレラ・スターン）
- ブレードアークス from シャイニング（レイジ）

2015年
- 黒子のバスケ 未来へのキズナ（笠松幸男）
- グロリアスセイバー（アキ）
- 剣が君 for V（鷺原左京）
- 里見八犬伝 村雨丸之記（犬山道節）
- スーパーロボット大戦BX（ブレラ・スターン）
- ゼノブレイドクロス（アバターボイス〈中二病〉）
- 戦国BASARA4 皇（真田幸村）
- ディシディア ファイナルファンタジー(アーケードゲーム)（バッツ・クラウザー）
- テニスの王子様 〜Go to the top〜（向日岳人）
- ひぐらしのなく頃に粋（前原圭一）
- ひまわり-Pebble in the Sky- PS Vita版（日向陽一）
- ブレードアークス from シャイニングEX（レイジ）
- ブレイブリーセカンド（オミノス・クロウ）
- ポポロクロイス牧場物語（ルー）
- 夢王国と眠れる100人の王子様（紫雨、キース、孫悟空）

2016年
- アイドリッシュセブン（2016年 - 2024年、百〈モモ〉）
- 剣が君 百夜綴り（鷺原左京）
- クイズRPG 魔法使いと黒猫のウィズ（2016年 - 2025年、ブレラ・スターン、アポロンVI / アポロニオ）
- 黒子のバスケ CROSS COLORS（笠松幸男）
- 神撃のバハムート（ラオ）
- 戦国BASARA 真田幸村伝（真田幸村 / 弁丸）
- 刀剣乱舞 ONLINE（2016年 - 2024年、小烏丸）
- ひまわり-Pebble in the Sky- PC版（日向陽一）
- ペルソナ5（明智吾郎）
- もし、この世界に神様がいるとするならば。（九鬼シズカ）
- Rewrite+（ミドウ）
- ワールド オブ ファイナルファンタジー（バッツ）
- ワールドチェイン（ウィリアム・セシル、源義家、李克用）

2017年
- キズナストライカー!（神奈やいば）
- ディシディア ファイナルファンタジー オペラオムニア（バッツ・クラウザー）
- ファイアーエムブレム ヒーローズ（2017年 - 2024年、マリク、マシュー）
- Rewrite IgnisMemoria（ミドウ）
- 陰陽師（河童、化け狸、鉄鼠）
- スーパーロボット大戦V（キラ・ヤマト）
- 遙かなる時空の中で3 Ultimate（平敦盛）
- ファタモルガーナの館 -COLLECTED EDITION-（メル）
- フューチャーカード バディファイト 目指せ!バディチャンピオン!（双星カケル / ドクター・ガラ）
- シャドウストーン
- スターオーシャン:アナムネシス（フェイト・ラインゴッド）
- 文豪とアルケミスト（有島武郎）
- 幻想神域 -Link of Hearts-（竪琴の煌弓「アポロン」）
- テイルズ オブ ザ レイズ（キール）
- ディスティニーオブクラウン（アシュリット）
- 誰ガ為のアルケミスト（ジン）
- 戦姫絶唱シンフォギアXD UNLIMITED（緒川慎次）
- ガンダムバーサス（キラ・ヤマト）
- スーパーロボット大戦X-Ω（2017年 - 2021年、キラ・ヤマト、白銀武、カズマ）
- 新テニスの王子様 RisingBeat（向日岳人）
- モンスターストライク（2017年 - 2025年、バッツ・クラウザー、デスガン、キラ・ヤマト、ジノ・ヴァインベルグ、明智吾郎）

2018年
- 歌マクロス スマホDeカルチャー（ブレラ・スターン）
- ディシディア ファイナルファンタジー NT（バッツ・クラウザー）
- 一血卍傑-ONLINE-（ガシャドクロ）
- ソードアート・オンライン フェイタル・バレット（デス・ガン）
- アイドリッシュセブン Twelve Fantasia!（百〈モモ〉）
- 遙かなる時空の中で Ultimate（永泉）
- ペルソナ5 ダンシング・スターナイト（明智吾郎）
- ペルソナ3 ダンシング・ムーンナイト（明智吾郎）
- 真紅の焔 真田忍法帳（由利鎌之介）
- 機動戦士ガンダム エクストリームバーサス2（2018年 - 2025年、キラ・ヤマト、カナード・パルス） - 4作品
- ペルソナQ2 ニュー シネマ ラビリンス（明智吾郎）
- ぷよぷよ!!クエスト（明智吾郎）

2019年
- 共闘ことばRPG コトダマン（2019年 - 2021年、クロウ / 明智吾郎、ブレラ・スターン）
- スーパーロボット大戦T（ミハエル・ギャレット）
- ラングリッサー モバイル（エルウィン）
- 戦国BASARA バトルパーティー（真田幸村）
- 妖怪餐廳（小白）
- Fate/Grand Order（2019年 - 2024年、イアソン）
- スーパーロボット大戦DD（2019年 - 2023年、キラ・ヤマト、ジノ・ヴァインベルグ、ライガット・アロー）
- ペルソナ5 ザ・ロイヤル（明智吾郎）
- Alice Closet（グレン）
- OVERHIT（マイヤー）
- クリスタル オブ リユニオン（酒呑童子）
- RenCa:A/N（クレイド・ラクシュガル）
- クリムゾンクラン（レオン・スタンスフィールド）

2020年
- 決戦！平安京（鉄鼠）
- Shadowverse（2020年 - 2022年、《吊るされた男》・ローフラッド、マインドディバイダー、サタナエル、クラウンドール）
- ベリード・スターズ（清水直人）
- 崩壊3rd（2020年 - 2023年、フクロウ）
- ひぐらしのなく頃に 命（前原圭一）
- 聖闘士星矢 ライジングコスモ（スキュラ・イオ）
- 食物語（詩礼銀杏）

2021年
- ガールフレンド（仮）（2021年 - 2022年、悪鬼、悪強面男）
- 剣が君 for S（鷺原左京）
- コードギアス Genesic Re;CODE（ジノ・ヴァインベルグ）
- アナザーエデン 時空を超える猫（キュリオ）
- スーパーロボット大戦30（ミハエル・ギャレット）
- ファイナルファンタジーXIV（ヒュトロダエウス）
- シャイニングニキ（鹿明）

2022年
- 機動戦士ガンダム アーセナルベース（2022年 - 2024年、キラ・ヤマト）
- ブレイブリーデフォルト ブリリアントライツ（オミノス・クロウ）
- ラストクラウディア（明智吾郎）
- グランサガ（ヘセエル）
- コードギアス 反逆のルルーシュ ロストストーリーズ（2022年 - 2024年、ジノ・ヴァインベルグ）
- SDガンダム バトルアライアンス（キラ・ヤマト）
- ファイナルファンタジー ブレイブエクスヴィアス（バッツ・クラウザー）
- 新テニスの王子様 LET’S GO!! 〜Daily Life〜 from RisingBeat（向日岳人）
- スマッシュダンク（笠松幸男）
- 大繁盛！ももはな飯店（なべくん）
- 茜さすセカイでキミと詠う（孫悟空）

2023年
- パズル&ドラゴンズ（2023年 - 2025年、キラ・ヤマト、ジノ・ヴァインベルグ）
- チュウニズム（御影昴）
- WAR OF THE VISIONS ファイナルファンタジー ブレイブエクスヴィアス 幻影戦争（バッツ）
- 黒子のバスケ Street Rivals（笠松幸男）
- STAR OCEAN THE SECOND STORY R（フェイト・ラインゴッド）
- ペルソナ5 タクティカ（明智吾郎）

2024年
- マクロス -Shooting Insight-（ブレラ・スターン）
- ソードアート・オンライン フラクチュアード デイドリーム（死銃）
- アンシェリアントリガー（イームズ）
- 箱庭開拓 ハムスターと太陽の里（たろう）

2025年
- Ever 17 - The Out of Infinity（倉成武）
- SDガンダム ジージェネレーション エターナル（キラ・ヤマト）
- みんなのGOLF WORLD（カズマ）

### ドラマCD
- アイドルプロジェクト クライム♥プランニング（ファン3）
- 愛を歌うより俺に溺れろ!シリーズ（白石秋羅）
  - 愛を歌うより俺に溺れろ! 〜溺死寸前!? 湯けむり温泉親睦旅行〜
  - 愛を歌うより俺に溺れろ! 〜恋敵宣言!! 愛と欲望の文化祭〜
  - 愛俺! 〜男子校の姫と女子校の王子〜 男子寮潜入編
- Are you Alice?シリーズ（トゥイードルズ〈トゥイードル・ダム〉）
- 藍より青しシリーズ（花菱薫）
  - 藍より青し 音絵巻/電脳絵巻
  - 藍より青し 藍青放送局
  - 藍より青し 藍青劇盤一 向日葵
  - 藍より青し 藍青劇盤二 秋桜
  - 藍より青し 〜縁〜 音盤 松
  - 藍より青し 〜縁〜 劇盤一 竹
  - 藍より青し 〜縁〜 劇盤一 梅
  - 藍より青しの夏休み
  - 藍より青し〜旅情編〜
- AZ（赤ずきん）
- あっちこっち（戌井榊）
- アニメ店長最白 I - III（譲）
- あひるの王子さま（白鳥麗一）
- Apocripha/0シリーズ(カロール・マルテル)
  - Apocripha/0 Passion Flower
  - Apocripha/0 初回限定版 Special CD
- 息遣いシリーズ お屋敷編〜執事と義弟の取り合い吐息〜（結城奏汰[213]）
- イケメン☆アルバム Vol.4 Club AI$編（翔太）
- いたいけなアフロディーテ（順名一義）
- 1年777組（秋里ねこと）
- ヴァンパイア騎士（支葵千里）
  - LaLa ダブルプレミア☆ドラマCD
  - ヴァンパイア騎士 ミッドナイトCD-PACK
  - ヴァンパイア騎士 ムーンライトCD-PACK
- うえきの法則（佐野清一郎）
- WEST END（デミA）
- 裏切りは僕の名前を知っているシリーズ（祗王夕月）
  - 裏切りは僕の名前を知っている オリジナル・ドラマCD1
  - 裏切りは僕の名前を知っている オリジナル・ドラマCD2
  - 裏切りは僕の名前を知っている オリジナル・ドラマCD3
  - 裏切りは僕の名前を知っている オリジナル・ドラマCD4
  - 裏切りは僕の名前を知っている 裏僕バラエティMIX オリジナル・ドラマCD
- エターナルアルカディア vol.3（エンリック）
- エレメンタルドラグーン -2つの光-（バラージ）
  - ドラマCD エレメンタルドラグーン - 2つの光- 上巻【絆の章】
  - ドラマCD エレメンタルドラグーン - 2つの光- 下巻【紡の章】
- 桜蘭高校ホスト部（常陸院光）
- オトダマ -音霊-（音無要）
- おねがい☆ティーチャーシリーズ（草薙桂）
  - おねがい☆ティーチャーみずほ先生にドッキリ
  - おねがい☆ティーチャーみずほ先生でいやぁん
  - おねがい☆ティーチャーみずほ先生でばかぁん
  - おねがい☆ティーチャーみずほ先生のちょっとだけよ
  - おねがい☆チュータ 前編＆みずほ先生のハイパーはちみつ授業
- カーニヴァルシリーズ（嘉禄）
- ドラマ 宮沢賢治名作選集4 「風の又三郎」（嘉介）
- Cafe吉祥寺でシリーズ（一ノ宮純）
- 「彼」first love（宇佐美弘）
- ガン×ソードシリーズ（ミハエル）
- ガン×ソード バラエティ・アルバム「いつだって波乱ヴァン丈」
- ガン×ソード エピソード＋
- 機動戦士ガンダムSEEDシリーズ（キラ・ヤマト）
  - 機動戦士ガンダムSEED SUIT CD vol.1 STRIKE × KIRA YAMATO
  - 機動戦士ガンダムSEED SUIT CD vol.2 ATHRUN ZALA × CAGALLI YULA ATHHA
  - 機動戦士ガンダムSEED DESTINY SUIT CD Vol.8 ラクス・クライン×ミーア・キャンベル
  - 機動戦士ガンダムSEED DESTINY SUIT CD Vol.10 キラ・ヤマト×ストライクフリーダム
  - 機動戦士ガンダムSEED DESTINY HDリマスターBD-BOX特典ドラマCD「OMAKE quarters Vol.1」イザークの憂鬱
  - 機動戦士ガンダムSEED DESTINY HDリマスターBD-BOX特典ドラマCD「OMAKE quarters Vol.4」オーブの夜にサイドF
- キラメキ☆銀河町商店街（白馬守）
- 禁断☆放課後の恋人2〜先生と、ふたりきり〜（大澤駆）
- 吟遊黙示録マイネリーベシリーズ（カミユ）
- クローバーの国のアリス 〜Wonderful Wonder World〜（ピアス＝ヴィリエ）
  - 第1巻 眠れる森のアリス
  - 第2巻 忘却の森のアリス
  - 第3巻 魔法の森のアリス
- CHRNO CRUSADE III 〜始まりの時間〜（ヨシュア・クリストファ）
- クロム・ブレイカー（高城黔）
- 月華佳人（逢生夏維）
- 月光仮面（桐嶋竜二）
- GetBackers-奪還屋-シリーズ（風鳥院花月）
- 剣が君 シリーズ（鷺原左京[114]）
  - 剣が君 主題歌「軌跡」※ミニドラマに出演
  - 剣が君 オリジナルサウンドトラック プラス ドラマ
- 恋戦隊LOVE&PEACE ドラマCD 1 - 4（赤木風太）
- 高機動幻想ガンパレード・マーチ（狩谷夏樹）
- コードギアス 反逆のルルーシュR2 Sound Episode 2、3、4、6（ジノ・ヴァインベルグ）
- 最遊記シリーズ（孫悟空）
- 叫んでやるぜ!シリーズ（香取虹介）
- 沙漠の国の物語〜楽園の種子〜（カヤル）
- SAMURAI DEEPER KYOシリーズ（アキラ）
- サルーテ! 〜フロワ王女と海賊ルッシュ〜（ルッシュ）
- ZIG☆ZAG（朝倉太陽）
- 地獄堂霊界通信（玉井先生）※コミックス第6巻ドラマCD付き特装版
- シャイニング・シリーズ
  - シャイニング・ティアーズシリーズ（シオン）
  - シャイニング・ウィンドシリーズ（ソウマ、ゼロ）
- ジャンクフォース（ルイ）
  - ジャンクフォース VOL.1
  - ジャンクフォース VOL.2
- シューピアリア（リーク）
- JADE（フランツ）
- 少年☆周波数〜王様の棋譜〜（入江裕貴）
- 少年濡れやすく恋成りがたし2（木暮容）
- 少年舞妓・千代菊がゆく!（大隅顕太）
- 親友 Dear friendsシリーズ（真太郎）
  - 親友〜Dear Friends〜 オリジナルドラマ
  - 親友〜Dear Friends〜 ライブドラマ〜The Child Day at Setagaya Kuminkaikan
  - 親友〜Dear Friends〜 枯葉の輪舞
  - 親友〜Dear Friends〜 蝉時雨
  - 親友〜Dear Friends〜 紅の幻影
- スクライド サウンドエディション（カズマ）
- スクライド設定資料集特典ドラマCD（カズマ[214]）
- スクラップド・プリンセス（クリストファ・アーマライト）
- SKET DANCE（杉原哲平）
- スターオーシャン Till the End of Time Vol.1 新しき風の凱歌（フェイト・ラインゴット）
- Starry☆Skyシリーズ（金久保誉）
  - プラネタリウムCD&ゲーム Starry☆Sky 〜in bitter season〜
  - 星座星座シリーズ Starry☆Sky 〜Taurus & Gemini〜
  - Starry☆Sky 〜in Summer〜 3D 一緒に帰ろう〜金久保誉＆白鳥弥彦〜
  - Starry☆Sky 〜13 constellation〜
  - Starry☆Sky Film FestivalシリーズVol.4 〜Zodiac sign〜
  - Starry☆Sky 〜bitter graduation〜
- S・L・H ストレイ・ラブ・ハーツ! ドラマCD 第1巻（上垣内実喜）
- スネークデッド（椎名蓮時）
- SNOW（出雲彼方）
  - SNOW〜スノー〜第1巻 雪月澄乃ストーリー
  - SNOW〜スノー〜第2巻 日和川旭ストーリー
  - SNOW〜スノー〜第3巻 LEGENDストーリー
- S・A（山本純）
- 世紀末プライムミニスター 1 - 3（倉橋彩）
- SOUND DRAMA 絶対調律士NoA Vol.1・2（Q）
- ゼノサーガシリーズ（ケイオス）
  - Xenosaga OUTER FILE 01
  - Xenosaga OUTER FILE 02
  - Xenosaga OUTER FILE 03
- 7SEEDS（雪間ハル）
- 閃光華るびくら（ルビ・クリシュラ）
- 千の風になって 〜ウパシとレイラの物語〜（シツーリ）
- ソウルイーター（ソウル・イーター）
- tacticsシリーズ（スギノ様）
- 超魔神英雄伝ワタル 翼剣物語〜翼の剣を持つ少年〜 Vol.1 - 4（遊馬）
- 超♡モテ期 〜わたし、どうしたらいい?〜 合コン編（川崎優斗）
- ツアーパーティー 卒業旅行にいこう ドラマCD（青葉了）
- 翼を持つ者（コクサイ）
- D・N・ANGEL WINKシリーズ（丹羽大助）
- decade〜Yukiru Sugisaki 10th Anniversary〜（丹羽大助、ルズ・サワムラ）
- テイルズ オブ エターニアシリーズ（キール・ツァイベル）
- 天からトルテ!（みさいル小野）
- 転生學園月光録 ドラマCD（剣持昴生）
- 天正やおよろず（ライル）
  - 天正やおよろず Vol.1
  - 天正やおよろず Vol.2
- もっと!ときめきメモリアル MAR. 〜featuring 早乙女優美〜 第十話（ヒロシ）
- 「刻の男組（ときのスーパーヒーロー）」第2弾「ヘタレメ☆浦島太郎」（エビ）
- ときめきメモリアル Girl's Side from 1st Love & 2nd Season ドラマ&イメージソングアルバム（天童壬）
- ドラゴン・パーティ オーディオドラマ 巨龍覚醒（南方優）
- トラブルチョコレート ウィルス（エス）
- とらぶるふぉうちゅんCOMPANY☆はぴCURE（坂下晴海）
- トレイン☆トレイン（益子つばさ）
- 9S（風間遼）
- ながされて藍蘭島（東方院行人）
  - ながされて藍蘭島 Vol.1
  - ながされて藍蘭島 Vol.2
  - ながされて藍蘭島 これが私の御主人様 カップリングCDドラマ ※月間少年ガンガン4-5月号・ガンガンパワード春季号応募者全員サービス
- なかよし公園 1・2（ポッポ）
- ナデシコクラブ（花菱望）
- ニューヨーク・ニューヨークシリーズ（マシュー・ライアン）
- 忍たま乱太郎シリーズ（立花仙蔵）
- ぬらりひょんの孫（馬頭丸）
- 伯爵カインシリーズ カフカ -Kafka-（ダーク）
- 伯爵家御用達（松蔭八雲）
- 花宵ロマネスク（城崎ともゑ）
- Baricoシリーズ（ジョシュア・グレンヴィル〈ジョシュ〉）
  - Barico 珈琲円舞曲－coffee waltz－
  - Barico 子猫狂詩曲－kitten rhapsody－
  - Barico 銀色行進曲－silver march－
  - Barico 名もなき交響曲－no name symphony－
  - Barico サヨナラ四重奏－Goodbye Quartet－
  - Barico 珈琲と猫、それから…
  - Barico 長靴と猫、それから…
  - BaricoアフターストーリーCD第1弾「Barico 水曜日のチョコレ-ト」
  - BaricoアフターストーリーCD第2弾「Barico 水曜日のお砂糖とスパイス」
  - Barico 日曜喫茶 What a beautiful Sunday! Perfect
  - mini Barico comics CD「Coffee & Love for all seasons」
- 遙かなる時空の中でシリーズ（永泉、源泉水、平敦盛、布都彦）
- バレスタシリーズ（一之瀬勝也）
- 彼岸獅子の入城（山川大蔵[215]）
- B型H系（小須田崇）
- BE HAPPY！ 〜常盤家の人々〜（常盤遠）
- ひぐらしのなく頃にシリーズ（前原圭一）
- ひまわり（日向陽一）
  - ドラマCD ひまわり 第一章 アリエス 前編
  - ドラマCD ひまわり 第一章 アリエス 後編
- 人間交差点 -HUMAN SCRAMBLE- あの日川を渡って（岡村和幸）
- ファイアーエムブレム 黎明編/紫嵐編（ゴードン[216]）
- ファイブ（山近亨）
- ファタモルガーナの館I 〜あなたに寄り添う音の物語 薔薇の章〜（メル・ローズ〈少年期〉[217]）
- FOOKIES（森杉浩司）
- ふしぎ工房症候群 〜ドラマCD版〜「一緒に死んでくれますか?」（彼）
- プティフールシリーズ（武梨静）
  - プティフール ドラマCD vol.1 黄金のクロケット
  - プティフール 湯煙旅情に咲く火花
- Prince Letter(s)! フロムアイドル -シリーズ（管理人）
- プリンセスハーツ 〜麗しの仮面婦の巻〜（ルシード）
- プリンセス・プリンセスシリーズ（坂本秋良）
- ブレイク ブレイド 番外編ドラマCD（ライガット・アロー）
- VELVET UNDERWORLD「Fragment Story #2 "The Death"」（ボルト）
- PERSONA5 THE NIGHT BREAKERS（明智吾郎）
- ホットギミック（八木すばる）
- B.O.D.Y（稲葉真吾）
- マグナカルタ 覚醒編・戦場に咲いた花/激情編・復讐に燃えた花（カリンツ）
- マクロスF ドラマCD 娘ドラ◎（ブレラ・スターン）
  - 娘ドラ◎ ドラ1
  - 娘ドラ◎ ドラ2
  - 娘ドラ◎ ドラ4
- 魔動装機ヴァイアス（高柳雅志）
- 魔道祖師（鬼将軍〈おにしょうぐん〉 / 温寧〈おんねい〉[218]）
- 丸川くん家の猫たち（宮地瀬利）
- MR.MORNING（ベイカー）
- Missing 呼び声の物語（近藤武巳）
- 夢想灯籠（逆枝将一[219]）※ゲーム初回限定版付属ドラマCD
- 八雲立つ 新音盤物語（真名志）
- ヤングガン・カルナバル（木暮塵八）
  - ヤングガン・カルナバル VOL.1 〜ハイスクール・ヴァーティゴ〜
  - ヤングガン・カルナバル VOL.2 〜ブラッドダイアモンド・プリンセス〜
  - ヤングガン・カルナバル VOL.3 〜ファミリー・ビジネス〜
  - ヤングガン・カルナバル VOL.4 〜ガール ファイト〜
- 瑠璃の風に花は流れるシリーズ（芦琉）
  - 瑠璃の風に花は流れる 〜黒の王太子〜
  - 瑠璃の風に花は流れる 第2巻 〜紫都の貴公子〜
- 恋愛カタログ（高田隆司）
- ロマネスクバリエ〜伝奇的変奏曲〜（リド・アゼル）
- わたしたちの田村くん（田村雪貞）

### BLCD
- スキャンダルシリーズ（深森春香）
  - あいつとスキャンダル
  - 放課後はスキャンダル
  - 学園祭はスキャンダル
  - 聖なる夜のスキャンダル
  - 恋する瞳はスキャンダル
  - 修学旅行もスキャンダル
- 青の軌跡 3 クリスタル・クラウン（アーイシャ）
- 悪魔の論理学シリーズ（久我美想平）
  - 嫌いにならないでね
  - 悪魔の論理学1
  - 悪魔の論理学2
- 一寸枕草紙（蒼天）
- 王様な奴隷（江崎貴文）
- 俺のモノ!（桂木碧）
- クリスタルクラウン〜青の軌跡3〜（アーイシャ）
- GENE[ゲーン]天使は裂かれる（イリ・イン・チャンシャン〈旧姓：ラーチョオ〉）
- 恋するジュエリーデザイナー（篠原晶也）
- ジャジャ馬ならし（馬場）
- 好きなものは好きだからしょうがない!! シリーズ（藤守直）
- タクミくんシリーズ（井上慎二 / 柏木孝、葉山託生）
- 富士見二丁目交響楽団シリーズ（守村悠季）
  - Kissにはすべてイミがある
  - long ago…
- HANON（大原圭）
- まほデミー週番日誌シリーズ（モンロー）
  - まほデミー週番日誌 Vol.1「魔法学園 微熱クラブ」
  - まほデミー週番日誌 Vol.2「魔法学園 秘密ガーデン」
  - まほデミー週番日誌 Vol.3「魔法学園 夢幻パレス」
  - まほデミー週番日誌 Vol.4「魔法学園 誘惑レッスン」
  - まほデミー週番日誌 Vol.5「魔法学園 大運動会-前夜祭-」
  - まほデミー週番日誌 Vol.6「魔法学園 流星ワルツ」
- もう一度ONLY YOU（水城文明）
- 優しい関係（村瀬直矢）
- やってらんねェぜ!（藤本裕也）

### 吹き替え

#### 映画
- 愛と死の間で
- アウトサイダー（ジョニー）
- アルマゲドン2012 マーキュリー・クライシス（クリス）
- ウィズ（カカシ〈マイケル・ジャクソン〉）
- カデット・ケリー
- 恋のからさわぎ（キャメロン・ジェームス）
- コールド・ウォー 香港警察 二つの正義（ビリー・チョン〈アーリフ・リー〉）
- シーズンチケット（ジェリー）
- ジェニファーズ・ボディ（チップ）
- 小説家を見つけたら（ジョン・コールリッジ〈マイケル・ピット〉）
- 卒業の朝（マーティン・ブライス）
- TAICHI/太極 ゼロ（ルーチャン〈ユエン・シャオチャオ〉）
- TAICHI/太極 ヒーロー（ルーチャン〈ユエン・シャオチャオ〉）
- チャイルド・プレイ チャッキーの種（グレン）
- バトル・オーシャン 海上決戦（イ・フェ〈クォン・ユル〉）
- ファンタジー・ファクトリー（ロッキー）
- ブロンドジャンクション（ケリー・ショウ）
- 返校 言葉が消えた日（チャン・ミンホイ〈フー・モンボー〉[220]）
- マニアックコップ3/復讐の炎
- ライズ・オブ・レジェンド-楚留香、覚醒す-（楚留香〈ディラン・クォ〉[221]）

#### ドラマ
- クラリッサ（ファーガソン・ダーリング）
- iCarly
- アボンリーへの道（フェリックス・キング〈第6期以降〉）
- ER緊急救命室
  - シーズンⅠ #14（ウィリー〈バイロン・テームズ〉）
  - シーズンⅢ #8（ビノ）
  - シーズンⅣ #19（ドニー〈ジャド・トリヒター〉）
  - シーズンⅤ #16（ソニー〈ジョン・ディ・スミス〉）
  - シーズンⅥ #7、#9（チャド〈エミール・ハーシュ〉）
  - シーズンⅦ #5（トレント〈ブレイク・ヘロン〉）
  - シーズンXI #10（ミッキー〈チャールズ・ダックワース〉）
- 美男〈イケメン〉バンド 〜キミに届けるピュアビート〜（クォン・ジヒョク〈ソンジュン〉）
- オーシャンガール（ロッキー）
- お騒がせ!ツイスト一家
- CSI:10 科学捜査班 #2（クレイグ）
- CSI:マイアミ
  - 第4シーズン #8（ルーカス・ホール）
  - 第5シーズン #21（ネイサン・アートン）
- シャイニング（トニー〈ウィル・ホーネフ〉）※ソフト版
- 新アウターリミッツ（チャーリー・ウォルターズ〈ジョナサン・スカーフ〉、ハウイー・モリソン〈ニール・パトリック・ハリス〉）
- 新スタートレック（子供になったジャン＝リュック・ピカード 〈デビッド・トリスティン・バーキン〉）
- 絶対彼氏〜My Perfect Darling〜（浅元ソウジ〈シェ・クンダー〉）
- パワーレンジャーシリーズ
  - パワーレンジャー・イン・スペース（アンドロス/レッドレンジャー〈クリストファー・カイマン・リー〉）
  - パワーレンジャー・ロスト・ギャラクシー（アンドロス/レッドレンジャー〈クリストファー・カイマン・リー〉）
- フルハウス（デリバリー、ケネス）
- ブロッサム
- ベイウォッチ（ホビー・ブキャナン）※第5期以降
- ボスを守れ（チャ・ムウォン〈ジェジュン〉）
- ヤングライダーズ（ジェシー・ジェームズ）
- 私たち結婚できるかな?（ハ・ジョンフン〈ソンジュン〉）

#### テレビ番組
- セサミストリート（カルロ）※NHK時代

#### アニメ
- スターシップ・トゥルーパーズ（1999年、ロバート・ヒギンズ）
- ババール 〜ぞうの国の王様〜（2002年、アルチュール）
- ベン10：エイリアンフォース（2009年、ベン・テニスン、エコーエコー）
- ベン10：アルティメット・エイリアン（2011年、ベン・テニスン、エコーエコー）
- DANGANバトル スラッグテラ（2013年、イーライ、ウィル）
- ベン10：オムニバース（2013年、ベン・テニスン）

#### 人形劇
- きかんしゃトーマス 魔法の線路（パッチ）

### 特撮
- スーパー戦隊シリーズ
  - 炎神戦隊ゴーオンジャー（2008年 - 2010年、バルカの声） - TVシリーズ+3作品[注 4]
  - 炎神戦隊ゴーオンジャー 10 YEARS GRANDPRIX（2018年、バルカの声[222]）
  - 機界戦隊ゼンカイジャー（2021年、ヒコボシワルドの声[223]）
- 仮面ライダーシリーズ
  - 仮面ライダーセイバー（2021年、オリヒメワルドの声[224]）
  - 仮面ライダーガッチャード（2023年、UFO-Xの声）
  - 仮面ライダーガッチャード ザ・フューチャー・デイブレイク（2024年、UFO-Xの声）

### テレビ番組
- スイーツ騎士（フジテレビ系単発深夜番組 2007年4月2日放送、ナレーター）
- 中川ブロードウェイ・ストリート（テレビ朝日系単発深夜番組 2008年6月20日放送、ナレーター）
- BS世界のドキュメンタリー「映画監督になりたい!」（NHK衛星第1テレビジョン系深夜番組 2009年10月26日放送）
- サンデースポーツ（NHK 2017年11月5日放送）
- 発表!全ガンダム大投票（NHK BSプレミアム 2018年5月5日放送、音声のみ）
- おはよう日本 朝ごはんの現場（NHK 2019年3月5日〜放送、ナレーター）
- 金曜ロードショー『22年目の告白 -私が殺人犯です-』（日本テレビ系 2022年1月28日放送、副音声による解説放送のナレーション（アイパートナー）[225]）
- 機動戦士ガンダム45周年特番 〜受け継がれる宇宙〜（テレビ東京 2024年2月4日放送、ナビゲーター[226]）
- 俯瞰解析：第二次世界大戦の激戦地 総集編（ナショナル ジオグラフィック 2024年6月19日放送、ナレーター[227]）

### ラジオ
※はインターネット配信。
- 林原めぐみのHeartful Station（1999年 - 2015年、ラジオ関西 他）
- VOICE CREW（1999年 - 2000年、NACK5 他）
- ラジオ 最遊記〜笑ってSO-ICHIRO〜（1999年 - 2001年、TBSラジオ）
- ラジオ 最遊記RELOAD〜猿河童!俺達は絶対無理!〜（2003年、アニメイトTV※）
- マグナカルタRADIO（2004年、文化放送）
- ヴァンパイア騎士 黒主学園放送部（2008年、音泉※）
- ブレブ・レイディオ クリシュナ王室広報局（2010年、アニメイトTV※）
- 忍たまがラジオにやって来た!の段（2013年、NHKラジオ第1放送）
- 保志総一朗・関智一の「戦国BASARA Judge End」ラジオ（2014年、超!A&G+※）[228]
- Webラジオ「戦国BASARA」－熱血! 寄席ラジ! －（2015年 - 2016年、アニメイトTV※）[229]
- PERSONA5 the Animation Radio“カイトーク！”（2018年 - 2019年、アニメイトタイムズ※）
- ひぐらしのなく頃に 廿回し編（2020年 - 、音泉※）[230]

### 携帯コンテンツ
- オカルトメイデン（友坂恭介[231]）
- 神様のカレイドスコープ（織田信長[232]）
- サーガオブファンタズマ[233]
- 神話帝国ソウルサークル
- デジ歌詞JOYSOUND ナイスポエム（朗読）
- 幕末志士の恋愛事情 iOS版（沖田総司[234]）
- ボーイフレンド（仮）（廣瀬櫂[235]）

### ラジオCD
- DJCD 空の境界 the Garden of tellers（ゲスト）
- DJCD 幻想魔伝 最遊記 I - III
- DJCD 戦国BASARA 第1巻（ゲスト）
- DJCD 戦国BASARA【金】 第1巻（ゲスト）
- DJCD TVアニメ「戦国BASARA弐」【金剛】 第1巻（ゲスト）
- そらおと〜ふぉーりん☆らぶ〜 DJCD Vol.1（ゲスト）
- ネオロマンス・Paradise 遙かなる時空の中で (2)（ゲスト）
- ネオロマンス・Paradise Cure! (2)（ゲスト）
- 燃焼! ネオロマンス・ライヴ HOT! 10 Count down Radio II on CD（ゲスト）
- DJCD ひぐらしのなく頃に解第1巻皆回し編（ゲスト）
- DJCD 「ブレブ・レイディオ」出張版

### 朗読CD・その他
- 朗読 angelica -中原中也-
- うずらっぱ 朗読CD「星の王子さま」（諏訪部順一との掛合い朗読）
- 官能昔話3 〜怪談〜
- クッキングレシピCD『ラブ★スィーツ』（いちご大福）
- 月刊英雄図鑑 白盤（源義経）
- 月刊英雄図鑑 黒盤 ※キャストクレジットトークのみに出演
- 月刊男前図鑑 メガネ編 黒盤（ダメダメメガネ）
- 月刊男前図鑑 スポーツ編 黒盤（フィギュアスケート）
- 心あたたまる物語 Vol.6（〜友情編〜「黙秘」）
- 心あたたまる物語外伝 その3（「ほくろ」）
- 心あたたまる物語外伝 SP 限定オマケディスク 〜二十四の台詞集〜（「佐藤の友情」）
- Sound Horizon 5th Story CD 『Roman』（ローランサン）
- スイーツ男子 vol.1 ふわとろ杏仁豆腐と熱々チョコケーキ編
- Story of 365 days〜chapter.DIA（ダイヤのキング）
- TVアニメ 戦国BASARA弐 戦国トラベルナビ〜上田編〜
- 戦国武将物語〜大名編その壱〜（第五話「毛利元就物語」）
- 戦国武将物語外伝〜14の大名物語〜（毛利元就物語外伝「三本の矢の教え」）
- でぃあーず にほんのむかしばなし〜青の色〜（朗読 - 第一話『田之久』）
- でぃあーず にほんのむかしばなし〜夢の色〜（朗読 - 第一話『ちいさな願い』）
- DEARS 花言葉物語〜青の季節〜（春の妖精『ライラック』）
- DEARS 花言葉物語〜ラッキーフラワー占い〜（春の妖精『ライラック』）
- 幕末志士物語〜土佐編〜（「後藤象二郎物語」）
- 幕末志士物語外伝〜14の土佐&佐幕・開国編〜（「後藤象二郎物語外伝」）
- 華ノ幕末 恋スル蝶 第一夜（土方歳三[236]）
- 朗読 浜田広介名作選集「むく鳥のゆめ」
- 朗読喫茶 噺の籠（「小公女」）
- honeybee 旦那カタログ Vol.4 今月の特集：ナルシスト旦那様orクール旦那様（ナルシスト旦那・鷹取充）
- honeybee 羊でおやすみシリーズ「僕らの声で…」
- honeybee ミツバチ声薬『プンケルD』（遠藤）
- 耳が潤う、聞くスパCD 【シアボイス】（ユマ）
- 妄想エステ III（霞冬馬）

### CM
- トミー「スーパーUNO (スーパーファミコン)」 CM出演（1993年）
- ポリドール　スピッツアルバム「ハチミツ」（1995年）
- ソニー・ミュージックレコーズ 玉置成実アルバム「Greeting」（2004年）
- フロム・ソフトウェア 「アーマード・コア ネクサス」（2004年）
- バンプレスト「第3次スーパーロボット大戦α 終焉の銀河へ」（2005年）日髙のり子、檜山修之と共に
- 那須ハイランドパーク（2007年）
- 角川書店 「月刊ニュータイプ」
- 角川書店 「月刊Asuka」
- スクウェア・エニックス 「ガンガンパワード」
- ガンダムトライエイジMS
- ガンダムフロント東京
- dwango
- 白泉社 「月刊LaLa」

### モーションコミック
- GET LOVE!!〜フィールドの王子さま〜（2004年、相楽ユウキ）
- VOMIC フライハイ!（2009年、ルカ・ミラー）
- VOMIC MOMO（2009年、伊東叶歌）
- 聴くジャン! 彼方のアストラ（2016年、シャルス・ラクトワ）
- キメラプロジェクト:ゼロ（2022年、木村誠司[237]）

### その他コンテンツ
- 炎神戦隊ゴーオンジャー玩具 炎神バルカ
- インタラクティブアニメーションDVD『幻想魔伝 最遊記 -希望の罪過-』（孫悟空）
- NHKオンライン NHKキュン活ほっとらいん〜受信からはじまる恋〜（京育夫）
- 大正製薬 花粉ラクチン クラリチン 今日のラクチンボイス（後輩ボイス）
- バンダイ Voice I-doll キラ・ヤマト
- バンダイ Voice I-doll ジノ・ヴァインベルグ
- ゆりかもめ東京臨海新交通臨海線・駅構内音声案内アナウンス - 豊洲駅
- ミラクル☆トレイン（五反田ミコト）
- CR孔雀王（孔雀）
- パチスロ デビルマンII 悪魔復活（2010年、飛鳥了）
- テイルズ オブ フェスティバル 2012
- CRひぐらしのなく頃に頂
- 最遊記朗読劇 〜Alive〜（2019年9月28日・29日）
- JRAオリジナルムービー「騎乗戦士ガンダムJRA -BEYOND THE TURF-」[238]
- 「魔道祖師」日本語版ラジオドラマ（温寧）[239]
- GUNDAM Cafe TOKYO BRAND CORE ショープログラム『G DIMENSIONS EX DINNER SHOW』キラとアスランの恩返し”初めての料理”Secret Cooking Mission for you 〜KIRA&ATHRUN 〜（2020年、キラ・ヤマト）[240]
- Prince Letter(s)! フロムアイドル（管理人）[241]
- 最遊記朗読劇〜Nothing to give〜（2021年1月10日、2021年8月29日）
- 悪役令嬢は溺愛ルートに入りました!? PV（2021年[242]）
- 勇者パーティーを追放された俺だが、俺から巣立ってくれたようで嬉しい。……なので大聖女、お前に追って来られては困るのだが? PV（2021年[242][243]）
- 最遊記RELOAD -ZEROIN-モデル Zeeny Lights 2コラボレーションイヤフォン 孫悟空デザイン（2022年、孫悟空[244]）
- 「Fate/Grand Order」Spotlight Lostbelt No.5 アトランティス（Youtube「【公式】Fate/Grand Order チャンネル」 2022年9月27日配信、ナレーター）
- 朗読ライブ「旅のラゴス」（2022年10月29日）
- 狂言朗読公演「狂言男師 響〜春の宴〜」（2023年1月15日）
- SWEET 19 BLUES（2023年12月28・30日、RED°TOKYO TOWER SKY STADIUM） - リツ 役[245]
- IdentityV 第五人格×ローソンコラボ 特別PV（夜の番人 CV. 保志総一朗）（夜の番人）[246][247]
- 酒井ミキオ デビュー30周年記念ライブ『天晴音楽会〜Thanks a million〜』ゲスト出演（2024年09月14日）
- 音楽朗読劇「陰陽師」2025公演（2025年2月24日） - 源博雅 役[248]
- こえかぶ 朗読で楽しむ歌舞伎〜梅と松と桜〜篇（2025年8月11日〈予定〉）[249]

## ディスコグラフィ

### シングル
|     | 発売日         | タイトル                      | 規格品番  | 最高位 |
| --- | -------------- | ----------------------------- | --------- | ------ |
| 1st | 1999年5月28日  | ONEWAY RADIO                  | KICA-462  | 圏外   |
| 2nd | 2004年11月26日 | Shining Tears／光のシルエット | KICM-3084 | 32位   |
| 3rd | 2007年1月24日  | Starting again                | KICM-1195 | 36位   |

### 配信限定シングル
|     | 発売日       | タイトル          |
| --- | ------------ | ----------------- |
| 1st | 2019年3月6日 | Soul of Rebellion |

### ライブ会場限定シングル
|     | 発売日        | タイトル         | 規格品番  |
| --- | ------------- | ---------------- | --------- |
| 1st | 2015年2月21日 | Departing Party! | FFCV-0043 |
| 2nd | 2016年5月7日  | StarRing PARTY☆  | FFCV-0055 |

### アルバム
|     | 発売日        | タイトル          | 規格品番  | 最高位 |
| --- | ------------- | ----------------- | --------- | ------ |
| 1st | 2012年4月11日 | ONE SONGS         | KICS-1760 | 23位   |
| 2nd | 2014年5月30日 | LITTLE WORLD      | KICS-3063 | 31位   |
| 3rd | 2018年5月30日 | Voice and Harmony | KICS-3708 | 22位   |
| 4th | 2023年10月4日 | Restart journey   | KICS-4120 | 27位   |

### タイアップ曲
| 楽曲                        | タイアップ                                           |
| --------------------------- | ---------------------------------------------------- |
| ONEWAY RADIO                | ラジオ『VOICE CREW』テーマソング                     |
| Shining Tears               | ゲーム『シャイニング・ティアーズ』オープニングテーマ |
| 光のシルエット              | ゲーム『シャイニング・ティアーズ』エンディングテーマ |
| Starting again              | テレビアニメ『ロスト・ユニバース』イメージソング     |
| ヒカリ                      | ゲーム『シャイニング・ブレイド』挿入曲               |
| LUNATIC CLAVE               | ゲーム『シャイニング・レゾナンス』挿入曲             |
| Brave Heart〜輝きの彼方へ〜 | ゲーム『ブレードアークス from シャイニング』主題歌   |
| DESIRE                      | ドラマCD『白銀のデザイア』主題歌                     |
| Soul of Rebellion           | ゲーム『BLADE ARCUS Rebellion from Shining』主題歌   |

### 参加作品
| 9月4日   | ロスト☆ユニバース トラックス・コンテンツ2                                                                     | ケイン・ブルーリバー | 「again」 |                                                                            |
| 11月6日  | ロスト☆ユニバース トラックス・コンテンツ3                                                                     | ケイン・ブルーリバー | 「Shining On」 |                                                                            |
| 1999年   | | | |                                                                            |
| 6月4日   | ロスト☆ユニバース the BEST of LOST UNIVERSE                                                                   | ケイン・ブルーリバー | 「TEARS IN HEAVEN」 「again（One More Mix）」 「Shining On（Heavy Fighting Mix）」                                                                                  |                                                                            |
| 2000年   | | | |                                                                            |
| 5月3日   | 無限のリヴァイアス キャラクターソング・コレクション「あしたから」                                             | 相葉祐希 | 「Sacred Sacrifice」 |                                                                            |
| 5月24日  | 「D・N・ANGEL」trilogy                                                                                        | 丹羽大助 | 「Hearts」 |                                                                            |
| 11月15日 | 世紀末プライムミニスター2                                                                                     | 倉橋彩 | 「呪縛」 |                                                                            |
| 12月16日 | 無限のリヴァイアス ライト EDテーマ「Smile again」                                                             | 2226（桑島法子、白鳥哲、氷上恭子、檜山修之、保志総一朗、関智一、愛河里花子、島田敏） | 「Smile again」 |                                                                            |
| 12月25日 | 熱血！声優物語 叫んでやるぜ！                                                                                 | 久江南夏也（岩永哲哉）、小泉天竜（大塚明夫）、水沢輝志（置鮎龍太郎）、久江信乃（金丸淳一）、香取虹介                                                                                         | 「最後は愛でしょう！」 |                                                                            |
| 2001年   | | | |                                                                            |
| 1月17日  | A Song Of TROUBLE CHOCOLATE VIRUS                                                                             | エス | 「オリジナル・ブルー」 |                                                                            |
| 2月25日  | 遙かなる時空の中で 八葉みさと異聞 参〜待宵の巻〜                                                              | 永泉 | 「色彩の雫〈Short Version〉」 |                                                                            |
| 3月31日  | DJCD 幻想魔伝最遊記III 笑ってSO-ICHIRO                                                                        | お前＆俺 | 「1人歩記〜総一朗寿司のテーマ〜」 |                                                                            |
| 4月25日  | アニメ店長 最白-トレブラン-                                                                                   | 最白（関智一、関俊彦、子安武人、三木眞一郎、平田広明、保志総一朗、石田彰、結城比呂） | 「DOUBLE DEAR」 |                                                                            |
| 7月4日   | 遙かなる時空の中で 八葉みさと異聞〜君恋ふる歌〜                                                               | 永泉 | 「色彩の雫」 |                                                                            |
| 7月4日   | 遙かなる時空の中で 八葉みさと異聞〜君恋ふる歌〜                                                               | 八葉（三木眞一郎、関智一、高橋直純、宮田幸季、中原茂、井上和彦、保志総一朗、石田彰） | 「遙かなる時空を越えて」 |                                                                            |
| 7月18日  | Tales of Eternia THE ANIMATION ドラマ＆BGMアルバム「ラスト・サマー」                                          | キール・ツァイベル | 「旅立ち」 |                                                                            |
| 8月22日  | 機動天使エンジェリックレイヤー キャラクターソングアルバム〜天使の音楽〜                                       | 三原王二郎 | 「君だけのWizard」 |                                                                            |
| 9月21日  | 遙かなる時空の中で〜花鳥風月〜                                                                                | 永泉 | 「白・曼珠沙華」 |                                                                            |
| 12月19日 | アニメ店長 SONG ALBUM 有頂天!!                                                                                | ビー・マッシュ（保志総一朗、石田彰、結城比呂） | 「Dancin' For Your Number」 |                                                                            |
| 12月19日 | CHRNO CRUSADE museum                                                                                          | クロノ（千葉進歩）、ヨシュア・クリストファ | 「Castle In The Air」 |                                                                            |
| 2002年   | | | |                                                                            |
| 1月13日  | DJCD 幻想魔伝最遊記 animate EXPO SPECIAL                                                                      | 5人プレイ（お前＆俺＆あんた＆僕＆我輩） | 「1人歩記 2002」 |                                                                            |
| 2月19日  | 劇場版 幻想魔伝最遊記 Requiem キャラクターソング・ミニアルバム〜Four Songs〜                                  | 悟空 | 「Proud of my loneliness」 |                                                                            |
| 3月21日  | 遙かなる時空の中で 四神ミニアルバム 玄武                                                                      | 永泉 | 「花驟雨」 |                                                                            |
| 3月21日  | 遙かなる時空の中で 四神ミニアルバム 玄武                                                                      | 永泉、安倍泰明（石田彰） | 「碧の子宮」 |                                                                            |
| 5月10日  | 幻想魔伝最遊記 ボーカルアルバム vol.1                                                                         | 孫悟空 | 「infinity」 |                                                                            |
| 5月10日  | 幻想魔伝最遊記 ボーカルアルバム vol.1                                                                         | 玄奘三蔵（関俊彦）、孫悟空、沙悟浄（平田広明） | 「Junk Boys」 「blow winds」 |                                                                            |
| 7月20日  | ネオロマンス・フェスタ〜僕たちのAnniversary〜                                                                 | 井上和彦、岩田光央、高橋直純、飛田展男、中原茂、保志総一朗、堀内賢雄、三木眞一郎、森川智之                                                                                                   | 「〜僕たちのAnniversary〜」 |                                                                            |
| 7月24日  | 東京アンダーグラウンド O.S.T                                                                                  | 浅葱留美奈（関智一）、五十鈴銀之助 | 「Blow up」 |                                                                            |
| 7月25日  | 好きなものは好きだからしょうがない!! -HEAVENLY BREATH-                                                        | 藤守直 | 「Always...」 |                                                                            |
| 7月25日  | 好きなものは好きだからしょうがない!! -HEAVENLY BREATH-                                                        | 羽柴空（緑川光）、藤守直 | 「Believe me again」 |                                                                            |
| 9月26日  | アニメ店長 最白III-トレブラントロワ- 沈黙の即売会                                                             | 最白（関智一、関俊彦、子安武人、三木眞一郎、平田広明、保志総一朗、石田彰、結城比呂） | 「蒼い孤独」 |                                                                            |
| 12月25日 | SAMURAI DEEPER KYO キャラクターヴォーカルアルバム「狂奏歌」                                                   | アキラ | 「葦牙」 |                                                                            |
| 2003年   | | | |                                                                            |
| 1月24日  | 幻想魔伝最遊記 ボーカルアルバム vol.2                                                                         | 玄奘三蔵（関俊彦）、孫悟空、沙悟浄（平田広明） | 「Go to the west」 「Freedom」 |                                                                            |
| 1月24日  | 幻想魔伝最遊記 ボーカルアルバム vol.2                                                                         | 玄奘三蔵（関俊彦）、孫悟空 | 「TREASURE」 |                                                                            |
| 3月21日  | 機動戦士ガンダムSEED SUIT CD Vol.1 ストライク×キラ・ヤマト                                                    | キラ・ヤマト | 「今、この瞬間がすべて」 |                                                                            |
| 3月21日  | GetBackers-奪還屋-「TARGET B」                                                                                | 風鳥院花月 | 「花鈴」 |                                                                            |
| 5月1日   | THE BEST OF RIVAL PLAYERS XI Gakuto Mukahi                                                                    | 向日岳人 | 「DA・DA・DA」 「DA・DA・DA（Remix Version）」 |                                                                            |
| 7月24日  | わがまま☆フェアリー ミルモでポン！ デュエットシリーズ vol.4「ムルモ＆松竹」                                   | 松竹香 | 「シンデレラ・サマー」 |                                                                            |
| 7月24日  | わがまま☆フェアリー ミルモでポン！ デュエットシリーズ vol.4「ムルモ＆松竹」                                   | 松竹香、ムルモ（釘宮理恵） | 「スペシャ〜ル スマイルッ！」 |                                                                            |
| 8月3日   | 遙かなる時空の中で2〜花をとめ〜                                                                               | 源泉水 | 「彩雨の揺り篭」 |                                                                            |
| 8月21日  | わがまま☆フェアリー ミルモでポン！ きいちゃおう ミルモでポン！ ベスト1                                        | 妖精たち＆人間たち（小桜エツ子、麻績村まゆ子、釘宮理恵、ゆきじ、中原麻衣、徳本恭敏、保志総一朗、ひと美）                                                                                     | 「マジカル☆ポ〜ン！」 |                                                                            |
| 8月22日  | 幻想魔伝最遊記 ボーカルアルバム vol.3                                                                         | 孫悟空 | 「I can fly.」 |                                                                            |
| 8月22日  | 幻想魔伝最遊記 ボーカルアルバム vol.3                                                                         | 玄奘三蔵（関俊彦）、孫悟空、沙悟浄（平田広明） | 「The way to paradise」 |                                                                            |
| 10月30日 | テニスの王子様〜Kiss of Prince〜 Ice                                                                          | 向日岳人 | 「Start Flowering☆」 |                                                                            |
| 12月3日  | 遙かなる時空の中で2 雪月花                                                                                    | イサト（高橋直純）、彰紋（宮田幸季）、源泉水 | 「天翔ける翼で」 「風花昇華」 |                                                                            |
| 2004年   | | | |                                                                            |
| 1月23日  | 藍より青し〜縁〜 劇盤二 "梅"                                                                                  | 桜庭葵（川澄綾子）、花菱薫 | 「ずっとこのまま」 |                                                                            |
| 7月23日  | 最遊記RELOAD VOCAL ALBUM Vol.1                                                                                | 玄奘三蔵（関俊彦）、孫悟空、沙悟浄（平田広明） | 「waymarks」 |                                                                            |
| 7月23日  | 最遊記RELOAD VOCAL ALBUM Vol.1                                                                                | 孫悟空 | 「wing area」 |                                                                            |
| 7月23日  | 最遊記RELOAD VOCAL ALBUM Vol.1                                                                                | 孫悟空、沙悟浄（平田広明） | 「there is」 |                                                                            |
| 9月29日  | 遙かなる時空の中で 歌草紙 涼風の宴                                                                            | 八葉（三木眞一郎、関智一、高橋直純、宮田幸季、中原茂、井上和彦、保志総一朗、石田彰） | 「遼遠の旅路を行け」 |                                                                            |
| 11月25日 | 最遊記RELOAD VOCAL ALBUM Vol.2                                                                                | 孫悟空 | 「cherish」 |                                                                            |
| 11月25日 | 最遊記RELOAD VOCAL ALBUM Vol.2                                                                                | 玄奘三蔵（関俊彦）、孫悟空、沙悟浄（平田広明） | 「destination」 |                                                                            |
| 12月1日  | 遙かなる時空の中で2 スペシャル うしろ向きじれっ隊                                                             | 源泉水 | 「永遠の水廻廊」 |                                                                            |
| 12月1日  | 遙かなる時空の中で2 スペシャル うしろ向きじれっ隊                                                             | うしろ向きじれっ隊（イサト（高橋直純）、彰紋（宮田幸季）、源泉水） | 「奇跡のプレゼント」 「閃光と疾走の絆」 「風花昇華〜凛〜」 |                                                                            |
| 12月8日  | わがまま☆フェアリー ミルモでポン！ キャラクターソングシリーズ3                                                | 南楓（中原麻衣）、結木摂（徳本恭敏）、日高安純（ひと美）、松竹香 | 「Ring Ring Christmas」 |                                                                            |
| 12月24日 | 好きなものは好きだからしょうがない!! ヴォーカルシリーズ Vol.2 藤守直                                          | 藤守直 | 「Place...」 |                                                                            |
| 2005年   | | | |                                                                            |
| 1月19日  | 天上天下キャラクターコレクション EXTRA BOUT.1 凪宗一郎＆ボブ牧原                                              | 凪宗一郎 | 「本能の呼吸」 |                                                                            |
| 1月28日  | tactics サウンドファイル Vol.1                                                                                | スギノ様 | 「君が大事」 |                                                                            |
| 2月2日   | 遙かなる時空の中で2〜花鏡〜                                                                                   | 源頼忠（三木眞一郎）、源泉水 | 「氷翼の鷹 泡沫の一葉」 |                                                                            |
| 2月4日   | 吟遊黙示録マイネリーベ 第1楽章 特典ミニドラマCD「序章〜秘密の花園〜」                                         | カミユ | 「挿入歌（タイトル不明）」 |                                                                            |
| 2月26日  | テニスの王子様 忍足侑士「結晶」                                                                               | 忍足侑士（木内秀信）、向日岳人 | 「スパイラル」 |                                                                            |
| 3月30日  | 遙かなる時空の中で3 薄月夜 二〜黄昏の章〜                                                                     | 平敦盛 | 「霧雨の繭の中で」 |                                                                            |
| 4月27日  | 遙かなる時空の中で〜八葉抄〜 キャラクターコレクションIV-玄武篇-                                               | 永泉 | 「儚さと強さのあいだで…」 |                                                                            |
| 5月18日  | テニスの王子様 菊丸英二「Hello！」                                                                            | 菊丸英二（高橋広樹）、向日岳人 | 「DA・DA・DA（DA・DA・DA MIX）」 |                                                                            |
| 8月3日   | 遙かなる時空の中で〜八葉抄〜 ヴォーカル・コレクション                                                         | 八葉（三木眞一郎、関智一、高橋直純、宮田幸季、中原茂、井上和彦、保志総一朗、石田彰） | 「永遠の桜吹雪をあなたに…」 |                                                                            |
| 11月23日 | 遙かなる時空の中で2 紅葉舞〜夢の通ひ路〜                                                                      | 源泉水 | 「夕虹の淡き秘めごと」 |                                                                            |
| 11月30日 | うえきの法則 キャラクターソング 太陽の場所                                                                    | 佐野清一郎 | 「太陽の場所」 |                                                                            |
| 2006年   | | | |                                                                            |
| 1月25日  | 最遊記RELOAD GUNLOCK SON GOKU'S SONG COLLECTION                                                               | 孫悟空 | 「Going」 「round」 |                                                                            |
| 2月22日  | 遙かなる時空の中で2〜残照の栞〜                                                                               | 源泉水、彰紋（宮田幸季） | 「不思議野の迷い子」 |                                                                            |
| 3月4日   | 花宵ロマネスク キャラクターCD 城崎ともゑ「チョコホリック I*N*G」                                              | 城崎ともゑ | 「チョコホリック I*N*G」 |                                                                            |
| 3月21日  | 機動戦士ガンダムSEED DESTINY SUIT CD Vol.10 キラ・ヤマト×ストライクフリーダム                                 | キラ・ヤマト | 「TOMORROW」 |                                                                            |
| 3月22日  | 遙かなる時空の中で3 花月の宵                                                                                  | 平敦盛 | 「花篝のささやかな恋よ」 |                                                                            |
| 5月25日  | そしてこの宇宙にきらめく君の詩 VOCAL&SOUND TRACK〜STARRY WORLD〜                                              | ペルモ | 「横顔」 |                                                                            |
| 7月21日  | 吟遊黙示録マイネリーベwieder キャラクターCD Camus                                                             | カミユ | 「星に願いを」 「薔薇色の風」 |                                                                            |
| 7月21日  | 最遊記RELOAD GUNLOCK Vocal Album vol.1                                                                        | 孫悟空、紅孩児（草尾毅） | 「shout」 |                                                                            |
| 7月21日  | 最遊記RELOAD GUNLOCK Vocal Album vol.1                                                                        | 孫悟空、沙悟浄（平田広明） | 「roost」 |                                                                            |
| 7月21日  | 最遊記RELOAD GUNLOCK Vocal Album vol.1                                                                        | 玄奘三蔵（関俊彦）、孫悟空、沙悟浄（平田広明） | 「some day」 |                                                                            |
| 8月2日   | テニスの王子様 跡部景吾「チャームポイントは泣きボクロ」                                                       | 跡部景吾（諏訪部順一）、忍足侑士（木内秀信）、向日岳人、宍戸亮（楠田敏之）、鳳長太郎（浪川大輔）、芥川慈郎（うえだゆうじ）、樺地崇弘（鶴岡聡）、日吉若（岩崎征実）                           | 「チャームポイントは泣きボクロ」 |                                                                            |
| 8月9日   | 遙かなる時空の中で 舞一夜〜序〜                                                                               | 橘友雅（井上和彦）、永泉、多季史（櫻井孝宏） | 「玉響のしずく-Full Vocal Ver.-」 |                                                                            |
| 8月30日  | 遙かなる時空の中で2＆3 キャラクターコレクション2 天の玄武                                                     | 平敦盛 | 「あたたかき追想の湖に」 |                                                                            |
| 9月20日  | グローランサーV オリジナルキャラクターソング・アルバム                                                        | ルーファス | 「憂国の凱歌」 |                                                                            |
| 10月18日 | きらりん☆レボリューション ソング・セレクション                                                                | SHIPS（風真宙人（陶山章央）、日渡星司） | 「ラブ×メガ」 |                                                                            |
| 10月25日 | 無限のリヴァイアス Song Collection                                                                            | 相葉祐希 | 「Sacred Sacrifice」 |                                                                            |
| 10月25日 | 無限のリヴァイアス Song Collection                                                                            | 2226（桑島法子、白鳥哲、氷上恭子、檜山修之、保志総一朗、関智一、愛河里花子、島田敏） | 「Smile again」 |                                                                            |
| 11月22日 | 遙かなる時空の中で 舞一夜〜常緑〜                                                                             | 永泉 | 「夢と切なさの万華鏡」 |                                                                            |
| 2007年   | | | |                                                                            |
| 2月17日  | 花宵ロマネスク キャラクターCD「Grace Again〜グレース アゲイン〜」                                             | 城崎ともゑ＆宝生菫（鈴村健一） | 「Grace Again〜グレース アゲイン〜」 |                                                                            |
| 2月21日  | 劇場版遙かなる時空の中で 舞一夜 ヴォーカル・コレクション                                                      | 橘友雅（井上和彦）、永泉、多季史（櫻井孝宏） | 「玉響のしずく」 |                                                                            |
| 2月21日  | OVAテニスの王子様 2ndEDテーマ「不条理」                                                                       | 氷帝エタニティ（跡部景吾〈諏訪部順一〉、向日岳人、鳳長太郎〈浪川大輔〉、日吉若〈岩崎征実〉）                                                                                                 | 「不条理」 |                                                                            |
| 3月9日   | 転生學園月光録 オリジナルキャラクターズ Vol.3                                                                 | 剣持昴生 | 「Less Than Zero」 |                                                                            |
| 3月28日  | ひぐらしのなく頃に キャラクターCD Vol.1 竜宮レナ×前原圭一と大石蔵人                                           | 前原圭一＆大石蔵人（茶風林） | 「圭一・大石の噂の事件簿ABC」 |                                                                            |
| 4月18日  | デジモンセイバーズ ベストヒッツ＋キャラクターニューソングス                                                   | 大門大 | 「Beater！」 |                                                                            |
| 4月18日  | デジモンセイバーズ ベストヒッツ＋キャラクターニューソングス                                                   | 大門大、アグモン（松野太紀）、トーマ・H・ノルシュタイン（野島裕史）、ガオモン（中井和哉） | 「TEAM？」 |                                                                            |
| 5月23日  | OVA最遊記RELOAD-burial- EDテーマ「Shiny moon」                                                                | 玄奘三蔵（関俊彦）、孫悟空、沙悟浄（平田広明） | 「shiny moon」 「shiny moon（a cappella version）」 |                                                                            |
| 6月25日  | 最遊記RELOAD GUNLOCK VOCAL ALBUM Vol.2                                                                        | 孫悟空 | 「Orange」 |                                                                            |
| 6月25日  | 最遊記RELOAD GUNLOCK VOCAL ALBUM Vol.2                                                                        | 玄奘三蔵（関俊彦）、孫悟空、沙悟浄（平田広明） | 「Moon」 |                                                                            |
| 8月1日   | デジモン 10th ANNIVERSARY-夢への架け橋-                                                                       | 大門大 | 「夢のカケラ」 |                                                                            |
| 9月12日  | きらりん☆レボリューション ソング・セレクション VOL.2                                                          | SHIPS（風真宙人（陶山章央）、日渡星司） | 「光の中へ。。」 |                                                                            |
| 12月21日 | OVA最遊記RELOAD-burial- 第弐巻スペシャルエディション 特典CD                                                   | 孫悟空 | 「Color」 |                                                                            |
| 2008年   | | | |                                                                            |
| 1月23日  | 遙かなる時空の中で3 紅の月 オリジナル・サウンドトラック                                                       | ヒノエ（高橋直純）、武蔵坊弁慶（宮田幸季）、平敦盛 | 「運命の月は紅」 |                                                                            |
| 2月14日  | ひぐらしのなく頃に解〜character case book〜 Vol.3 北条悟史Link前原圭一                                        | 前原圭一 | 「クールになれ！〜Keep On Our Love〜」 |                                                                            |
| 4月29日  | 花宵ロマネスク キャラクターCD 宝生菫・城崎ともゑ「夜会〜美しき罠 甘い拒絶」                                   | 城崎ともゑ＆宝生菫（鈴村健一） | 「夜会〜美しき罠 甘い拒絶」 |                                                                            |
| 5月14日  | プティフール キャラクターソングCD vol.3 松尾勇＆武梨静                                                        | 松尾勇（檜山修之）、武梨静 | 「ワインとナイフとプライドとマイウェイ」 |                                                                            |
| 5月14日  | プティフール キャラクターソングCD vol.3 松尾勇＆武梨静                                                        | 武梨静 | 「スペシャリテ倍返し」 |                                                                            |
| 6月25日  | 遙かなる時空の中で3 紅の月 ヴォーカル・コレクション                                                           | 平敦盛 | 「光と闇の半夏生は」 |                                                                            |
| 6月25日  | 遙かなる時空の中で3 紅の月 ヴォーカル・コレクション                                                           | 平敦盛＆平経正（花輪英司） | 「月夜に、音色の想慕文」 |                                                                            |
| 8月15日  | ひぐらしのなく頃に解〜罪滅し編〜 EDテーマ「あの日、あの場所、全てに『ありがとう』」                           | 前原圭一 | 「あの日、あの場所、全てに 『ありがとう』」 「Overload」 |                                                                            |
| 9月17日  | 遙かなる時空の中で4 〜星影の詩〜                                                                              | 布都彦 | 「空にとどく宣誓」 |                                                                            |
| 11月21日 | ひぐらしのなく頃に解 ファンディスク FILE.03 初回限定版特典CD                                                  | 前原圭一、竜宮レナ（中原麻衣）、園崎魅音・詩音（雪野五月）、北条沙都子（かないみか）、古手梨花（田村ゆかり）、羽入（堀江由衣）、北条悟史（小林ゆう）                                         | 「With“you”-絆-」 |                                                                            |
| 12月3日  | コードギアス 反逆のルルーシュR2 Sound Episode 6                                                               | 黎星刻（緑川光）、ジノ・ヴァインベルグ | 「Reason」 |                                                                            |
| 2009年   | | | |                                                                            |
| 2月4日   | 遙かなる時空の中で 夢浮橋Special〜天花の虹〜                                                                  | 源泉水、有川譲（中原茂） | 「夢幻の幸福よ無限に」 |                                                                            |
| 2月25日  | 遙かなる時空の中で4〜朝露の書〜                                                                               | 布都彦 | 「禁じられた恋情は朝露に」 |                                                                            |
| 4月8日   | マクロスF ドラマCD 娘ドラ◎ ドラ1                                                                              | 早乙女アルト（中村悠一）、ブレラ・スターン | 「小白竜」 |                                                                            |
| 5月27日  | ときめきメモリアル Girl's Side from 1st Love＆2nd Season ドラマ＆イメージソングアルバム                       | 天童壬 | 「僕のヒロイン」 |                                                                            |
| 7月1日   | OVAテニスの王子様「風雲少年跡部」 EDテーマ「坂道の果てへ」                                                    | 氷帝エタニティ（跡部景吾〈諏訪部順一〉、向日岳人、鳳長太郎〈浪川大輔〉、日吉若〈岩崎征実〉）                                                                                                 | 「坂道の果てへ」 |                                                                            |
| 8月12日  | 遙かなる時空の中で3with十六夜記 愛蔵版〜東雲月〜                                                              | 平敦盛 | 「枷鎖の散華は涙に」 |                                                                            |
| 8月19日  | 許斐剛「テニプリっていいな／Smile」                                                                           | 許斐剛、青学・氷帝・立海・比嘉・四天メンバー | 「テニプリっていいな」 |                                                                            |
| 12月9日  | ネオロマンス・クリスマス〜聖夜にラブソングを〜                                                                | ユーイ（浪川大輔〉、布都彦、土浦梁太郎（伊藤健太郎）、ルネ（山口勝平） | 「クリスマスの街角にて」 |                                                                            |
| 12月19日 | 遙かなる時空の中で4〜布都彦with大伴道臣〜                                                                     | 布都彦 | 「陽光の道標（イベント特製バージョン）」 |                                                                            |
| 12月29日 | そらのおとしもの エンディングテーマ・コレクション                                                             | 桜井智樹 | 「戦士の休息」 |                                                                            |
| 12月29日 | そらのおとしもの エンディングテーマ・コレクション                                                             | イカロス（早見沙織）、見月そはら（美名）、五月田根美香子（高垣彩陽）、桜井智樹、守形英四郎（鈴木達央）                                                                                       | 「太陽がくれた季節」 |                                                                            |
| 12月29日 | そらのおとしもの エンディングテーマ・コレクション                                                             | イカロス（早見沙織）、ニンフ（野水伊織）、見月そはら（美名）、五月田根美香子（高垣彩陽）、桜井智樹、守形英四郎（鈴木達央）                                                                   | 「ふり向くな君は美しい」 |                                                                            |
| 12月29日 | そらのおとしもの エンディングテーマ・コレクション                                                             | 桜井智樹、守形英四郎（鈴木達央） | 「ワイルドセブン」 |                                                                            |
| 12月29日 | そらのおとしもの エンディングテーマ・コレクション                                                             | 桜井智樹、トモ子（藤田咲） | 「チャンピオン」 |                                                                            |
| 2010年   | | | |                                                                            |
| 3月10日  | そらのおとしもの キャラクター・ソング・アルバム〜そらの音楽祭〜                                               | 桜井智樹 | 「チクチク・B・チック（CD Full Version）」 |                                                                            |
| 3月24日  | 遙かなる時空の中で3〜終わりなき運命〜 ヴォーカル集 永訣の桜月                                                 | 平敦盛 | 「砂上の哀葬」 |                                                                            |
| 4月1日   | VELVET UNDERWORLD Fragment Person＋animation 12 VOLT                                                          | ボルト | 「Eight Line Poem」 |                                                                            |
| 9月29日  | 遙かなる時空の中で 10周年記念 VOL.3〜天の八葉〜                                                               | 布都彦 | 「陽光の道標 Album Ver.」 |                                                                            |
| 11月21日 | 林原めぐみのHeartful Station 1000回プレミアムCD                                                               | 林原めぐみ、保志総一朗 | 「Heartful Station」 「tuning love 」 「Heartful Station〜保志 Only Version〜」 「tuning love〜保志 Only Version〜」                                                |                                                                            |
| 12月22日 | そらのおとしものf（フォルテ) "今年も"エンディング・テーマ・コレクション                                       | 桜井智樹、守形英四郎（鈴木達央） | 「ソルジャー・イン・ザ・スペース」 |                                                                            |
| 12月22日 | そらのおとしものf（フォルテ) "今年も"エンディング・テーマ・コレクション                                       | 桜井智樹、イカロス（早見沙織）、見月そはら（美名）、守形英四郎（鈴木達央）、五月田根美香子（高垣彩陽）、ニンフ（野水伊織）、アストレア（福原香織）                                           | 「帰らざる日のために」 |                                                                            |
| 12月22日 | そらのおとしものf（フォルテ) "今年も"エンディング・テーマ・コレクション                                       | 桜井智樹、トモ子（藤田咲） | 「望郷の旅」 |                                                                            |
| 2011年   | | | |                                                                            |
| 2月16日  | そらのおとしものf（フォルテ） キャラソン＆ドラマ・アルバム〜天使たちの声が響く〜                              | 桜井智樹 | 「Ring My Bell（CD Full Version）」 「notモテ男冬景色（CD Full Version）」                                                                                          |                                                                            |
| 3月16日  | ぬらりひょんの孫 キャラクターCDシリーズ6 牛頭丸＆馬頭丸／牛鬼                                                 | 馬頭丸、牛頭丸（吉野裕行） | 「Don't Stop Till The End」 |                                                                            |
| 4月1日   | Starry☆Sky〜After Summer〜 初回限定版特典                                                                     | 金久保誉 | 「Star dust flash back（Full Ver.）」 |                                                                            |
| 5月25日  | OVA最遊記外伝 第壱巻「桜雲の章」 リミテッドエディション 特典CD                                                | 悟空 | 「Promise」 |                                                                            |
| 2012年   | | | |                                                                            |
| 7月11日  | 恋戦隊LOVE&PEACE THE P.S.P.〜パワー全開！スペシャル要素てんこもりでポータブル化大作戦である！〜 CD side PEACE | 赤木風太、青山玲士（鳥海浩輔）、猿飛黄平（宮田幸季）、黒峰継（中井和哉） | 「LOVE&PEACE-君を守りたい-」 |                                                                            |
| 12月5日  | 黒子のバスケ キャラクターソング SOLO SERIES Vol.11 笠松幸男                                                   | 笠松幸男 | 「NEVER LOOK BACK」 「ロッカールームから明日を叫べ」 |                                                                            |
| 12月15日 | イベント限定CD 遙かなる時空の中で4〜許されざる人よ／蒼ざめた月〜                                              | 布都彦 | 「許されざる人よ」 |                                                                            |
| 12月22日 | 新テニスの王子様 アニくじS C-2賞 Classic Cover Song for Doubles                                               | 忍足侑士（木内秀信）、向日岳人 | 「Passion」 |                                                                            |
| 2013年   | | | |                                                                            |
| 4月26日  | OVA最遊記外伝 特別篇「香花の章」 リミテッドエディション 特典CD                                                | 金蝉童子（関俊彦）、悟空 | 「桜花」 |                                                                            |
| 8月14日  | カーニヴァル キャラクターソング Vol.4 嘉禄＆黒白                                                              | 嘉禄、黒白（諏訪部順一） | 「Vanitas vanitatum」 |                                                                            |
| 8月14日  | カーニヴァル キャラクターソング Vol.4 嘉禄＆黒白                                                              | 嘉禄 | 「Vanitas vanitatum（嘉禄PART Ver.）」 |                                                                            |
| 10月30日 | キャラクターCD 最遊記〜孫悟空〜                                                                               | 孫悟空 | 「BELONG」 |                                                                            |
| 12月28日 | Welcome to WISTERIA イベントテーマソング「君の行く道」                                                        | 内田夕夜、堀内賢雄、保志総一朗 | 「君の行く道」 |                                                                            |
| 2014年   | | | |                                                                            |
| 2月5日   | テニスの王子様 向日岳人「バレンタイン・キッス」                                                               | 向日岳人with氷帝学園中 | 「バレンタイン・キッス」 |                                                                            |
| 3月19日  | EXIT TUNES PRESENTS ACTORS                                                                                    | 置鮎龍太郎、保志総一朗 | 「え？あぁ、そう。」 |                                                                            |
| 3月19日  | EXIT TUNES PRESENTS ACTORS                                                                                    | 保志総一朗 | 「非公開日誌」 |                                                                            |
| 3月19日  | EXIT TUNES PRESENTS ACTORS                                                                                    | 木村昴、オールキャスト | 「十面相」 |                                                                            |
| 6月18日  | 黒子のバスケ SOLO MINI ALBUM Vol.2 黄瀬涼太-Never Copy Myself-                                                | 黄瀬涼太（木村良平）、笠松幸男 | 「ALL FOR WIN」 |                                                                            |
| 7月9日   | THE PRINCE OF TENNIS II HYOTEI SUPER STARS                                                                    | 向日岳人 | 「異邦人〜エトランゼ〜」 |                                                                            |
| 7月9日   | THE PRINCE OF TENNIS II HYOTEI SUPER STARS                                                                    | 氷帝オールスターズ | 「Get out the way」 |                                                                            |
| 11月5日  | 少年ハリウッド -HOLLY STAGE FOR 49- BD・DVD第2巻特典CD                                                        | 風原乱（浅沼晋太郎）、広澤大地、大咲香（鈴木裕斗）、早水海馬（鳥海浩輔）、富井実（阪口大助）、柊剛人（浪川大輔）、伊達竜之介（岸尾だいすけ）                                                 | 「永遠never ever」 |                                                                            |
| 11月19日 | 剣が君 キャラクターソング 人之章「鷺原左京・鈴懸」                                                            | 鷺原左京 | 「蛍」 |                                                                            |
| 11月26日 | OVA新テニスの王子様 vs Genius10 第2話「激戦開始」 EDテーマ「Party Time」                                      | 氷帝エタニティ（跡部景吾〈諏訪部順一〉、向日岳人、鳳長太郎〈浪川大輔〉、日吉若〈岩崎征実〉）                                                                                                 | 「Party Time」 |                                                                            |
| 12月3日  | ACTORS-Extra Edition 3- feat.陽太、鷲帆、牧                                                                   | 光司陽太 | 「ポーカーフェイス」 |                                                                            |
| 2015年   | | | |                                                                            |
| 1月28日  | ソードアート・オンラインII BD・DVD第4巻特典CD                                                                 | 新川昌一、新川恭二（花江夏樹） | 「MAD BULLET“S”」 |                                                                            |
| 3月4日   | ACTORS-Deluxe Duet Edition-                                                                                   | 光司陽太、飯盛駆（浅沼晋太郎） | 「からくり卍ばーすと」 |                                                                            |
| 3月25日  | 黒子のバスケ キャラクターソング DUET SERIES Vol.11 黄瀬涼太＆笠松幸男                                         | 黄瀬涼太（木村良平）、笠松幸男 | 「AWAITED TIME」 「GLORY BLUE」 |                                                                            |
| 6月17日  | 忍たま乱太郎サウンドトラック 昨日・今日・明日〜from Nintama with Love〜                                       | 立花仙蔵、綾部喜八郎（石田彰） | 「怪しのトラパー」 |                                                                            |
| 7月24日  | 黒子のバスケ 3rd SEASON BD・DVD第4巻封入特典 SPECIAL CD feat.笠松幸男                                         | 笠松幸男 | 「セイシュンTIP-OFF!! 〜MVP笠松ver.」 |                                                                            |
| 9月12日  | イベント限定CD「ネオロマンス・ライヴ 遙か祭2015 遙かなる時空の中で3 〜十三夜〜」                              | 平敦盛 | 「いつか消えるその日まで」 |                                                                            |
| 9月16日  | ボーイフレンド（仮）キャラクターCDシリーズvol.7 周圭斗＆喜多川翔太＆桑門碧＆廣瀬櫂                            | 廣瀬櫂 | 「Catch your heart！〜止まらない、オレの想い〜」 |                                                                            |
| 10月15日 | 忍足侑士2ndアルバム「YOU SEE？」                                                                              | 忍足侑士（木内秀信）、向日岳人 | 「A・O・P〜覚醒める戦士〜」 |                                                                            |
| 12月2日  | EXIT TUNES PRESENTS ACTORS4                                                                                   | 光司陽太 | 「ZIGG-ZAGG」 |                                                                            |
| 12月23日 | 剣が君forV 二重唱 海原之章「鷺原左京・鈴懸」                                                                  | 鷺原左京、鈴懸（逢坂良太） | 「桜河」 |                                                                            |
| 12月23日 | 剣が君forV 二重唱 海原之章「鷺原左京・鈴懸」                                                                  | 鷺原左京 | 「桜河〜鷺原左京〜」 |                                                                            |
| 2016年   | | | |                                                                            |
| 2月24日  | 花咲くまにまに キャラクターソングCD 第二巻「百歌爛漫」                                                        | 藤重辰義 | 「光射す先へ」 |                                                                            |
| 2月24日  | 花咲くまにまに キャラクターソングCD 第二巻「百歌爛漫」                                                        | 藤重三兄弟（宝良〈岡本信彦〉、辰義、燈太〈皆川純子〉） | 「万珠屋らぷそでぃ」 |                                                                            |
| 3月9日   | ボーイフレンド（仮）キャラクターソングアルバム vol.2                                                          | 周圭斗（立花慎之介）、喜多川翔太（KENN）、桑門碧（日野聡）、廣瀬櫂 | 「wonderful happiness」 |                                                                            |
| 3月9日   | ボーイフレンド（仮）キャラクターソングアルバム vol.2                                                          | 廣瀬櫂 | 「Catch your heart！〜止まらない、オレの想い〜」 |                                                                            |
| 6月22日  | アイドリッシュセブン Re:vale 1stシングル「SILVER SKY」                                                        | Re:vale | 「SILVER SKY」 「Dis one.」 |                                                                            |
| 6月29日  | 遙かなる時空の中で2 うしろ向きじれっ隊 2016                                                                   | うしろ向きじれっ隊（イサト〈高橋直純〉、彰紋〈宮田幸季〉、源泉水） with じれっ隊ジュニア（チナミ〈阿部敦〉、福地桜智〈竹本英史〉）                                                           | 「はじまりのモーメント」 |                                                                            |
| 6月29日  | 遙かなる時空の中で2 うしろ向きじれっ隊 2016                                                                   | うしろ向きじれっ隊（イサト〈高橋直純〉、彰紋〈宮田幸季〉、源泉水） | 「春待つ里」 |                                                                            |
| 6月29日  | 遙かなる時空の中で2 うしろ向きじれっ隊 2016                                                                   | 源泉水 | 「永遠よりもそばに居ます」 |                                                                            |
| 9月28日  | 宍戸亮2ndアルバム「I'll be right here」                                                                       | 宍戸亮（楠田敏之）、向日岳人、芥川慈郎（うえだゆうじ） | 「HPG-オレたちの冒険-」 |                                                                            |
| 10月26日 | ナンバカ EDテーマ「ナンバカ脱獄理論♪！」                                                                      | 三葉キジ（Kimeru）、四桜犬士郎（山本匠馬）、悟空猿門 | 「ナンバカ看守理論！！」 |                                                                            |
| 12月7日  | ナンバカ キャラクターソングミニアルバム「ナンバカ看守SONGS」                                                  | 悟空猿門 | 「百花繚乱大演武」 |                                                                            |
| 12月14日 | アイドリッシュセブン Re:vale「TO MY DEAREST」                                                                 | Re:vale | 「TO MY DEAREST」 |                                                                            |
| 2017年   | | | |                                                                            |
| 3月15日  | ACTORS-Deluxe Delight Edition-                                                                                | 光司陽太（保志総一朗）、葛野大路颯馬（置鮎龍太郎）、五月女燎（坪井智浩） | 「デッドラインサーカス」 | 『ACTORS』関連曲                                                           |
| 3月29日  | バラエティCD 遙かなる時空の中で3 Ultimate 月華の宵 一                                                         | ヒノエ（高橋直純）、平敦盛（保志総一朗） | 「終わりのなき誓言よ」 | ゲーム『遙かなる時空の中で3 Ultimate』関連曲                               |
| 4月12日  | ☆2nd SHOW TIME 2☆ アンシエント&team柊                                                                         | アンシエント | 「我ら、綾薙学園華桜会」 | テレビアニメ『スタミュ』第2期挿入歌                                        |
| 5月3日   | ☆2nd SHOW TIME 5☆ 星谷×月皇×魚住&アンシエント                                                                 | アンシエント | 「SUPER×SPACER」 | テレビアニメ『スタミュ』第2期関連曲                                        |
| 6月7日   | ボーイフレンド（仮）きらめき☆ノート コンプリートコレクション＃03                                              | リョーカイ！ | 「MCは俺たちにおまかせ！」 | ゲーム『ボーイフレンド（仮）きらめき☆ノート』関連曲                        |
| 6月21日  | ☆2nd SHOW TIME 12☆ team鳳&team柊&揚羽×蜂矢×北原×南條&オールキャスト                                           | オールキャスト | 「Gift〜カーテンコール〜」 | テレビアニメ『スタミュ』第2期挿入歌                                        |
| 8月18日  | 太陽がくれた季節                                                                                              | 富士美高校サッカー部 | 「太陽がくれた季節」 | テレビアニメ『潔癖男子！青山くん』エンディングテーマ                       |
| 11月15日 | 潔癖男子！青山くん きゃにめ限定版BD・DVD第3巻購入特典 ED主題歌ソロバージョンCD                                | 坂井一馬（保志総一朗） | 「太陽がくれた季節」 | テレビアニメ『潔癖男子！青山くん』エンディングテーマ                       |
| 12月20日 | ACTORS-Songs Collection2-                                                                                     | 光司陽太（保志総一朗） | 「かくれんぼ」 | 『ACTORS』関連曲                                                           |
| 2018年   | | | |                                                                            |
| 1月10日  | アイドリッシュセブン Re:vale「NO DOUBT」                                                                      | Re:vale | 「NO DOUBT」 「太陽のEsperanza」 | ゲーム『アイドリッシュセブン』関連曲                                       |
| 1月24日  | ボーイフレンド（仮）プロジェクト ミュージックアルバム 藤城学園#02                                             | カイ&ショータ | 「俺たちはずっと」 | ゲーム『ボーイフレンド（仮）きらめき☆ノート』関連曲                        |
| 1月31日  | 続『刀剣乱舞-花丸-』歌詠集 其の四                                                                             | 山姥切国広（前野智昭）、獅子王（逢坂良太）、小烏丸（保志総一朗） | 「めでたしつくりごと」 | テレビアニメ『続 刀剣乱舞-花丸-』エンディングテーマ                        |
| 2月21日  | 剣が君 百夜綴り キャラクターソング 空蝉の章「黒羽実彰・鷺原左京」                                             | 鷺原左京（保志総一朗） | 「紫陽花」 | ゲーム『剣が君 百夜綴り』関連曲                                            |
| 3月14日  | 続『刀剣乱舞-花丸-』歌詠集 其の十                                                                             | 大和守安定（市来光弘）、加州清光（増田俊樹）、太鼓鐘貞宗（髙橋孝治）、不動行光（阪口大助）、小烏丸（保志総一朗）、大典太光世（浪川大輔）、ソハヤノツルキ（浅利遼太）、後藤藤四郎（村田太志） | 「花丸印の日のもとで ver.10」 | テレビアニメ『続 刀剣乱舞-花丸-』オープニングテーマ                        |
| 7月7日   | Welcome, Future World!!!                                                                                      | Re:vale、TRIGGER、IDOLiSH7 | 「Welcome, Future World!!! (short ver.)」 | ゲーム『アイドリッシュセブン』関連曲                                       |
| 8月10日  | ドラマCD「白銀のデザイア」                                                                                    | 保志総一朗 | 「DESIRE」 | ドラマCD『白銀のデザイア』主題歌                                           |
| 10月24日 | スタミュ in ハロウィン 初回限定特典CD                                                                         | 揚羽陸（島﨑信長）、蜂矢聡（高梨謙吾）、南條聖（武内駿輔）、早乙女律（置鮎龍太郎）、双葉大我（保志総一朗）                                                                                   | 「Wanna be Scream？」 | OVA『スタミュ in ハロウィン』挿入歌                                        |
| 11月11日 | 100％ハピネス                                                                                                 | 百（保志総一朗） | 「100％ハピネス」 | ゲーム『アイドリッシュセブン』関連曲                                       |
| 12月5日  | アイドリッシュセブン Re:vale 1st Album「Re:al Axis」                                                          | Re:vale | 「激情」 「星屑マジック」 「奇跡」 | ゲーム『アイドリッシュセブン』関連曲                                       |
| 2019年   | | | |                                                                            |
| 1月16日  | 剣が君 百夜綴り 二重唱 霧氷の章「黒羽実彰・鷺原左京」                                                         | 黒羽実彰（前野智昭）、鷺原左京（保志総一朗） | 「月映」 | ゲーム『剣が君 百夜綴り』関連曲                                            |
| 1月16日  | 剣が君 百夜綴り 二重唱 霧氷の章「黒羽実彰・鷺原左京」                                                         | 鷺原左京（保志総一朗） | 「月映〜鷺原左京〜」 | ゲーム『剣が君 百夜綴り』関連曲                                            |
| 3月6日   | 配信限定シングル「Soul of Rebellion」                                                                         | 保志総一朗 | 「Soul of Rebellion」 | ゲーム『BLADE ARCUS Rebellion from Shining』主題歌                         |
| 3月14日  | 限定版「BLADE ARCUS Rebellion from Shining -Premium Fan Box-」                                                | 保志総一朗 | 「Soul of Rebellion」 | ゲーム『BLADE ARCUS Rebellion from Shining』主題歌                         |
| 7月17日  | ACTORS 5th Anniversary Edition                                                                                | 円城寺三毛（小野友樹）、光司陽太（保志総一朗） | 「ロキ」 | 『ACTORS』関連曲                                                           |
| 10月2日  | EXIT TUNES PRESENTS ACTORS7                                                                                   | 光司陽太（保志総一朗） | 「ウミユリ海底譚」 | 『ACTORS』関連曲                                                           |
| 10月2日  | EXIT TUNES PRESENTS ACTORS7 初回限定盤                                                                        | 鑑香水月（野島健児）、葛野大路颯馬（置鮎龍太郎）、光司陽太（保志総一朗）、東本桂士（杉山紀彰）、五月女燎（坪井智浩）                                                                         | 「神のまにまに」 | 『ACTORS』関連曲                                                           |
| 10月30日 | INAZUMA SHOCK                                                                                                 | 歌唱部 | 「INAZUMA SHOCK」 | テレビアニメ『ACTORS -Songs Connection-』エンディングテーマ                |
| 11月6日  | ACTORS -Songs Connection- キャラクターソング Vol.3 光司陽太                                                   | 光司陽太（保志総一朗） | 「太陽のSmile」 | テレビアニメ『ACTORS -Songs Connection-』関連曲                            |
| 11月6日  | ACTORS -Songs Connection- キャラクターソング Vol.3 光司陽太                                                   | 光司陽太（保志総一朗） | 「非公開日誌［リアレンジ］」 | テレビアニメ『ACTORS -Songs Connection-』挿入歌                            |
| 11月11日 | Wonderful Octave 百                                                                                           | 百（保志総一朗） | 「100%ハピネス」 「Wonderful Octave」 | ゲーム『アイドリッシュセブン』関連曲                                       |
| 2020年   | | | |                                                                            |
| 1月8日   | ACTORS -Songs Connection- キャラクターソング Vol.12 Duet Songs                                                | 音之宮朔（梶原岳人）、光司陽太（保志総一朗） | 「Answer」 | テレビアニメ『ACTORS -Songs Connection-』挿入歌                            |
| 1月22日  | Re-raise | Re:vale | 「Re-raise」 「永遠性理論」 「t(w)o...」 | ゲーム『アイドリッシュセブン』関連曲                                       |
| 5月20日  | ACTORS-Singing Contest Edition-sideA                                                                          | 光司陽太（保志総一朗） | 「太陽系デスコ」 | キャラクターCD『ACTORS』関連曲                                             |
| 8月26日  | ミライノーツを奏でて                                                                                          | Re:vale | 「ミライノーツを奏でて」 | テレビアニメ『アイドリッシュセブン Second BEAT!』エンディングテーマ        |
| 8月26日  | ミライノーツを奏でて                                                                                          | Re:vale | 「Fly! More Liberty」 | テレビアニメ『アイドリッシュセブン Second BEAT!』関連曲                    |
| 2021年   | | | |                                                                            |
| 1月6日   | ACTORS – Deluxe Dream Edition –                                                                               | 光司陽太（保志総一朗）、東本桂士（杉山紀彰） | 「イカサマ⇔カジノ」 | キャラクターCD『ACTORS』関連曲                                             |
| 1月13日  | BEYOND THE SHiNE                                                                                              | Re:vale | 「It's ALL-for you-」 | テレビアニメ『アイドリッシュセブン Second BEAT!』エンディングテーマ        |
| 3月3日   | ONE and ONLY                                                                                                  | 氷帝エタニティと立海ヤング漢 | 「ONE and ONLY」 | アニメ『新テニスの王子様 氷帝vs立海 Game of Future』前篇エンディングテーマ |
| 4月7日   | アイドリッシュセブン Collection Album vol.2                                                                   | Re:vale、IDOLiSH7 | 「Happy Days Creation!」 | ゲーム『アイドリッシュセブン』関連曲                                       |
| 12月7日  | Pa Pa Pa Wonder!                                                                                              | HAJI-KERO | 「Pa Pa Pa Wonder!」 | ゲーム『新テニスの王子様 RisingBeat』４周年記念楽曲第3弾                   |
| 2022年   | | | |                                                                            |
| 4月15日  | Period Color                                                                                                  | Re:vale | 「Period Color」 | ゲーム『アイドリッシュセブン』関連曲                                       |
| 6月15日  | ココロ、ハレ晴レ                                                                                              | Re:vale | 「ココロ、ハレ晴レ」 | ゲーム『アイドリッシュセブン』関連曲                                       |
| 6月15日  | ココロ、ハレ晴レ                                                                                              | Re:vale | 「Start Rec」 | ゲーム『アイドリッシュセブン』関連曲                                       |
| 6月29日  | 「最遊記RELOAD -ZEROIN-」Blu-ray BOX下巻（BD）キャラクターソングCD「Determination」                           | 孫悟空（保志総一朗） | 「Determination」 | 「最遊記RELOAD -ZEROIN-」Blu-ray BOX下巻（BD）特典CD収録曲                 |
| 8月3日   | アイドリッシュセブン Re:vale 2nd Album "Re:flect In"                                                          | Re:vale | 「Storyteller」 「夢雫」 | ゲーム『アイドリッシュセブン』関連曲                                       |
| 2023年   | | | |                                                                            |
| 3月8日   | アイドリッシュセブン Compilation Album “BLACK or WHITE 2022″                                                  | Re:vale | 「YOUR RHAPSODY」 | ゲーム『アイドリッシュセブン』関連曲                                       |
| 4月15日  | Now & Then | Re:vale | 「Now & Then」 | ゲーム『アイドリッシュセブン』関連曲                                       |
| 4月26日  | アイドリッシュセブン Collection Album vol.3                                                                   | Re:vale | 「ココロ、ハレ晴レ」 「YOUR RHAPSODY」 | ゲーム『アイドリッシュセブン』関連曲                                       |
| 5月24日  | 劇場版アイドリッシュセブン LIVE 4bit Compilation Album “BEYOND THE PERiOD”【通常盤】DAY 1                     | IDOLiSH7 TRIGGER Re:vale ŹOOĻ | 「NO DOUBT (Movie Size) 」 「Re-raise (Movie Size)」 「Journey」 「TOMORROW EViDENCE」 「Pieces of The World」 「Welcome, Future World!!! 」                        | ゲーム『アイドリッシュセブン』関連曲                                       |
| 5月24日  | 劇場版アイドリッシュセブン LIVE 4bit Compilation Album “BEYOND THE PERiOD”【通常盤】DAY 2                     | IDOLiSH7 TRIGGER Re:vale ŹOOĻ | 「激情 (Movie Size) 」 「Re-raise (Movie Size)」 「Journey」 「TOMORROW EViDENCE」 「Pieces of The World」 「Welcome, Future World!!! 」                            | ゲーム『アイドリッシュセブン』関連曲                                       |
| 6月21日  | 劇場版アイドリッシュセブン LIVE 4bit Compilation Album “BEYOND THE PERiOD”【豪華盤】                          | IDOLiSH7 TRIGGER Re:vale ŹOOĻ | 「NO DOUBT (Movie Size) 」 「激情 (Movie Size) 」 「Re-raise (Movie Size)」 「Journey」 「TOMORROW EViDENCE」 「Pieces of The World」 「Welcome, Future World!!! 」 | ゲーム『アイドリッシュセブン』関連曲                                       |
| 2024年   | | | |                                                                            |
| 1月5日   | compass | Re:vale | 「compass」 | ゲーム『アイドリッシュセブン』関連曲                                       |
| 1月27日  | Take my rose                                                                                                  | TEA take（七瀬陸〈小野賢章〉＆八乙女楽〈羽多野渉〉＆百〈保志総一朗〉＆御堂虎於〈近藤隆〉）                                                                                                   | 「Take my rose」 | ゲーム『アイドリッシュセブン』関連曲                                       |
| 4月15日  | Binary Vampire                                                                                                | Re:vale | 「Binary Vampire」 | ゲーム『アイドリッシュセブン』関連曲                                       |
| 5月29日  | アイドリッシュセブン Unit Collaboration Songs                                                                 | TEA take（七瀬陸〈小野賢章〉＆八乙女楽〈羽多野渉〉＆百〈保志総一朗〉＆御堂虎於〈近藤隆〉）                                                                                                   | 「Take my rose」 | ゲーム『アイドリッシュセブン』関連曲                                       |
| 8月16日  | The Sin | イタカ（保志総一朗） | 「The Sin」 | ゲーム『IdentityV 第五人格』6周年記念関連曲                                |

## ライブ・イベント

### ワンマンライブ
| 公演日        | タイトル                                            | 会場         |
| ------------- | --------------------------------------------------- | ------------ |
| 2015年2月21日 | SOICHIRO HOSHI 1st LIVE “DEPARTING PARTY”           | ディファ有明 |
| 2018年8月19日 | SOICHIRO HOSHI ANNIVERSARY LIVE “Voice and Harmony” | 豊洲PIT      |